# Alkoholizmus Magyarországon

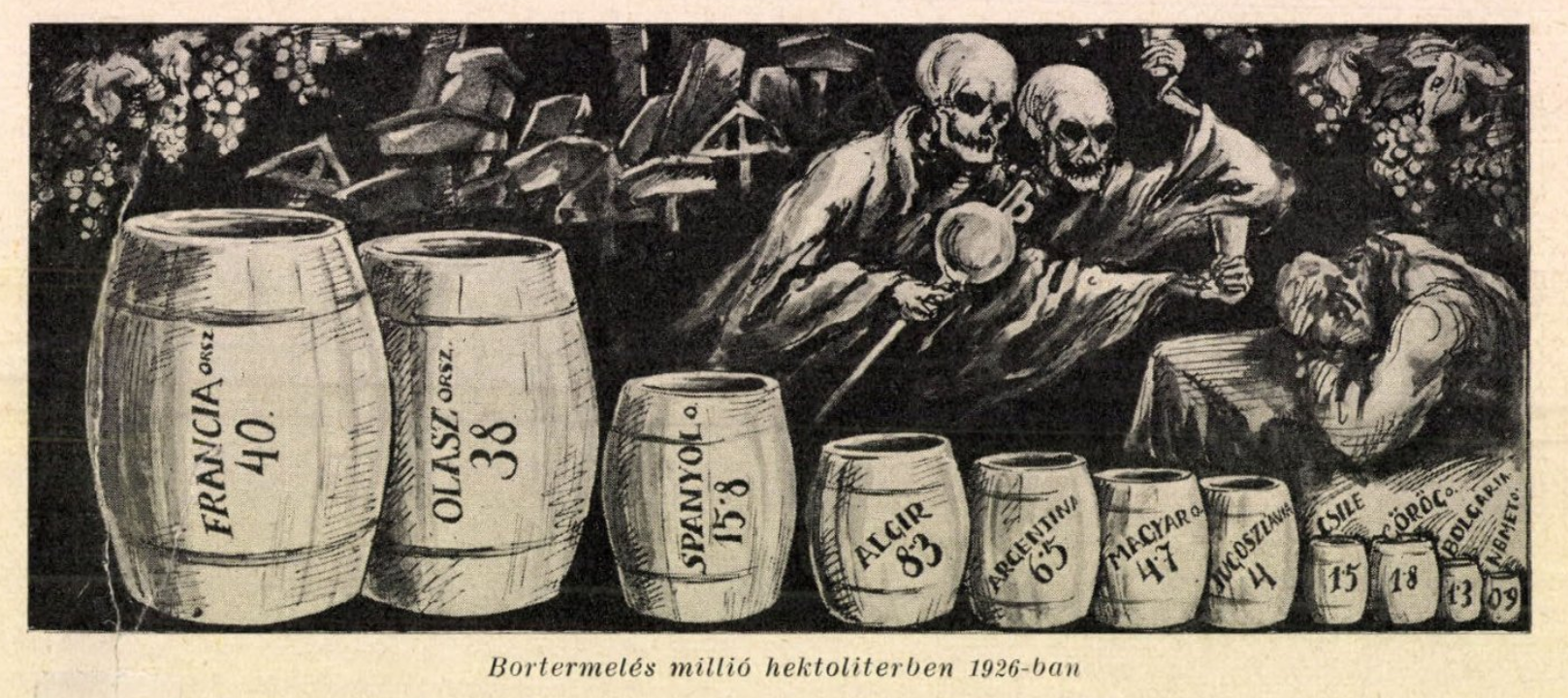
Egy magyar alkoholellenes rajz: bortermelés millió hektoliterben 1928-ban (a Társadalmi lexikonból)

Magyarországon az alkoholizmus komoly népbetegségnek számított és számít, ez azonban az alkoholfogyasztásnak csak egyik (legsúlyosabb) szintje. Ugyanakkor a mérsékeltebb és/vagy eseti alkoholfogyasztás is számtalan problémával függ össze, amelyeket ez a szócikk igyekszik összegyűjteni. A bajok egyik fő oka, hogy „az alkoholfogyasztás fontos szociális szerepet tölt még be a társadalomban”. Egy másik tanulmány így fogalmaz: „A magyar kultúra minden rétegében évszázadok óta megtaláljuk az ivás, sőt a lerészegedés pozitív értékelését: a legnagyobb tömegekben elterjedt kultúrában, a népdalokban (Kicsiny hordócska, jó bor lakik benne) és a magyar nótákban (Korcsmárosné, száz szál gyertyát, száz icce bort tegyen az asztalra); az irodalmi kultúrát népszerűsítő művekben (Dobó István lerészegedése az »Egri csillagok« filmváltozatában); a magyar kultúra legszebb alkotásaiban (az egyik legszebb magyar költemény, a »Vén cigány« refrénje: »Szív és pohár tele búval, borral, Húzd rá cigány, ne gondolj a gonddal!«)”.
Az alkohol a pszichoaktív szerek közé tartozik (depresszáns), emellett általános sejtméreg. Az alkoholos italok fogyasztása drasztikusan növeli a szív- és érrendszeri betegségek, a szájüregi rák, a gégerák, a nyelőcsőrák, a gyomorrák, a májrák, a vastagbélrák és az emlőrák kialakulásának kockázatát, fogyasztásának következményeként az agy öregedik és csökken a térfogata, a szürke- és fehérállománynak pedig csökken a tömege. Időskorban gyorsítja a demencia és az Alzheimer-kór okozta szellemi leépülést.
Az elmúlt évek kutatásai egyértelműen kimutatták, hogy az alkohol – számos országban más szerekkel szembeni legális volta ellenére – az egyik legveszélyesebb drog, amely az emberi szervezet minden sejtjét képes roncsolni. Ezért az alkoholos italok rendkívül egészségtelen narkotikus drognak minősülnek. Ezt a véleményt 2015-ben megerősítette az Állami Egészségügyi Ellátó Központ, amely szerint „az alkohol legális drog, mely lassú öngyilkossághoz vezet”. Az Egészségügyi Világszervezet (WHO) 2023-ban rámutatott: az alkoholos italok fogyasztásnak nincs olyan biztonságos mennyisége, amely veszélytelen lenne az emberi egészségre.

## Az alkoholfogyasztás
Egy megközelítés szerint több kultúrában megtalálható valamilyen kábítószer általános használata, azonban ezek kultúránként meglehetősen eltérőek lehetnek. Az alkohol elsősorban a nyugati világ klasszikus drogja. Ebből következik, hogy az egyes kultúrák harcát a (nem legális) drogok ellen, felfoghatjuk úgy, mint a „domináns drog harcát a kisebbségi drogok ellen.” (Mint ahogy Európában történik a legális alkohol javára a tiltott kábítószerekkel szemben.)

## Az alkoholizmus fogalma
A magyar értelmező szótár szerint az alkoholizmusnak két fő jelentése van:
- „Szeszes italoknak, főként pálinkaféléknek az egészségre káros mérvű, szenvedélyes, rendszeres fogyasztása.”
- „Az ennek következtében jelentkező és főként az idegrendszer bántalmaiban megnyilatkozó kóros állapot, ill. betegség.”

A közbeszéd általában össze szokta vonni a két dolgot. Régebben elterjedt volt az iszákosság használata is, ez azonban a magyar értelmező szótár szerint inkább a részegeskedést – az alkoholfogyasztás és az alkoholizmus egyik lehetséges tünetét – jelenti: 
- [iszákos] „Olyan (személy), aki rendszeresen sok bort, szeszes italt fogyaszt; részeges.”[26]

## Az etanol hatásai az emberi szervezetre
Fontos kiemelni, hogy mennyiségtől függetlenül az alkoholos italokban lévő alkohol, pontos nevén etil-alkohol (borszesz, C2H5OH) az emberi szervezet egészére önmagában mérgező vegyület. Ennek egyik fontos és kedvelt – ám korántsem kizárólagos – része a tudatmódosító képesség – azaz az etanol hatással van az idegrendszerre, ezért orvosi szakszóval pszichoaktív szernek minősül. A tünetek növekedését viszont nem kizárólag az elfogyasztott alkoholos ital mennyisége, hanem azok alkoholtartalma is befolyásolja.
Az alkohol emellett kiváltó okként szerepelhet többek közt az elhízás, a memóriaromlás, a depresszió, a stroke, a máj-elzsírosodás, és a hasnyálmirigy-gyulladás esetén is. „Nincs olyan alkoholmennyiség, amely biztonsággal fogyasztható lenne” – fogalmaz egy másik tanulmány. Manfred Singer professzor, német alkoholkutató az Apotheken Umschau című szaklapnak nyilatkozva már 2009-ben felhívta a közfigyelmet arra, hogy „valamilyen módszertani hiba áll az elmúlt években megjelent csaknem minden olyan tanulmány hátterében, amely az egészségre hasznosnak minősíti a mérsékelt szeszesital-fogyasztást.”
Az alkohol más drogoktól eltérően érthetetlen okokból széles körben elfogadott, jogilag általában bizonyos keretek között fogyasztása és forgalmazása engedélyezett Magyarországon is. Számtalan vélemény szerint a legveszélyesebb kábítószer. Ezeket a nézeteket Magyarországra nézve Szemelyácz János pszichiáter, addiktológus és pszichoterapeuta is megerősíti. Az alkohol azonban számos országban – köztük Magyarországon – még ennek ellenére is legális. Egyben hozzáteszi:
„[az alkoholfogyasztás] számos pszichés gond oka, és nagyban terheli az ellátórendszert, kezelése elképesztő pénzmennyiséget emészt fel. De itthon az alkohol ennek ellenére nem drog, hanem „hungarikum”. Az esti vörösborozás és a szatmári szilvapálinka a kultúra része. Ha megnézzük a fesztiválévadot, akkor minden hétvégére jut valamilyen alkoholhoz köthető rendezvény. Közben az alkoholmentes sört a puhánysággal kapcsolják össze. Az alkoholhoz képest az illegális és a féllegális drogok használata okozta problémák elenyészőek.”

## A magyarországi alkoholizmus múltja
Az alkohollal kapcsolatos problémák, beleértve a direkt alkoholizmust már a középkor óta ismert volt Magyarországon. Korai feljegyzésként tanúskodik a Képes krónika II. Béla magyar király (1110–1141) esetéről, aki vaksága miatt fordult a kábítószerhez: „Miután az ország megerősödött kezében, borivásra adta magát. Udvari emberei hozzászoktak, hogy mindent megkaptak a királytól, amit részegségében kértek tőle, és amire a király kijózanodott, vissza már nem vehette.” A király – feltehetően alkoholizmusa miatt – fiatalon, alig 30 éves korában hunyt el. Négy évszázaddal később hasonló problémákról ír Forgách Ferenc erdélyi kancellár De statu rei publicae Hungaricae commentarii című művében II. János magyar király vagy ismertebb nevén János Zsigmond (1540–1571) története kapcsán is. János Zsigmond is korán, életének 31. életévében hunyt el.
A 16. századtól kezdve maradtak fenn irodalmi alkotások, amelyek az alkohollal kapcsolatos veszélyekre hívták fel a figyelmet. Az 1979-ben megjelent A magyarországi alkoholizmus elleni küzdelem múltjából című könyv komolyabb gyűjteményt állított össze ezekből a szövegekből. A teljesség igény nélkül néhány:
- Tinódi Lantos Sebestyén: Sokféle részögösről (1552)[33]
- Heltai Gáspár: A részegségnek és tobzódásnak veszedelmes voltáról való dialógus (1552)[34] – A művet és keletkezéstörténetét Czóbel Ernő irodalomtörténész elemezte alaposabban Heltai Gáspár: A részegségnek és tobzódásnak veszedelmes voltáról való dialógus – A magyar társadalom lelki és anyagi válsága a reformáció korában című, Budapesten 1911-ben megjelent művében.
- Decsi Gáspár: Az részegségről (1582)

Szenczi A. Pál református lelkész Részegesek Jajos Pohara címen írt prédikációt. Sokat foglalkoztak más korabeli egyházi emberek (így például Bornemisza Péter, Kulcsár György, Pázmány Péter) az iszákosság kérdésével, és több nagy úr, így II. Rákóczi Ferenc is mértékletes életmódjáról és az alkoholizmus elítéléséről volt ismert. Több országgyűlések törvény, határozat és törvényhatóságok rendelet kiadásából lehet következtetni a betegség 17–18. századi elterjedt voltára.
A 19. században több beszédében és értekezésében Széchenyi István, Kossuth Lajos, Czuczor Gergely, Királyi Pál és Király János támadta az alkoholizmust, és különösen a pálinkafogyasztást. Popovics Vazul munkácsi görögkatolikus püspök az 1840-es években lezajlott burgonyavész idején inti a híveket, hogy (többek közt) ne testileg-lelkileg mérgező alkoholos italok főzésére használják fel terményeiket: „miszerént Megyém köznépét keveltségtek lelkes, és erélyes közbejöttével azon szomorú következményekre figyelmessé tenném, mellyekbe magát könyen ejtené, hahogy vagy a’ még lábon álló termést könyelmüen áruba bocsátaná, vagy azt idő élőt learatván, mint még éretlent és meg nem száradtat élelmére forditaná, vagy végre ha élelmezésére szükséges termékeit, az egészséget, és erkölcsöt egyaránt rontó szeszesitalokra pazarolván, jövendőre is ama sanyarú állapotban sinlödni képtelenitetnék, melly ez évben szintén többeket az irtózatos éhenhalás martalékává tette.”
Ugyanakkor kiemelendő a 19. század második felében új, hatalmas szeszgyárak létesültek országszerte és különösen Budapesten. Ezek működését az állam érthetetlen okokból semmilyen módon nem korlátozta. Néhány ezek közül: Dreher Sörgyárak Zrt., Óbudai Szeszgyár, Gschwindt-féle Szesz-, Élesztő-, Likőr- és Rumgyár, Első Magyar Szeszfinomító, Krausz Mayer és fiai Szeszgyára, Budafoki Haggenmacher Sörgyár, Törley Pezsgőmanufaktúra.

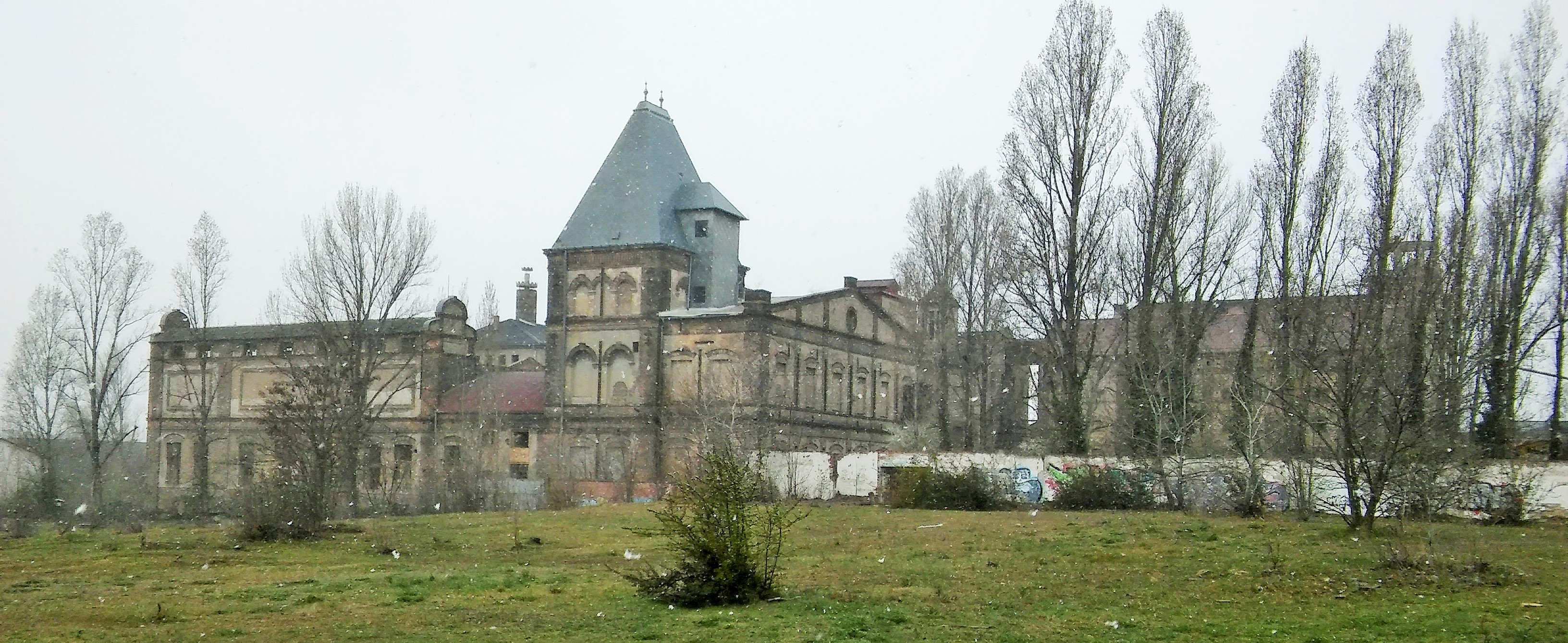
Az 1862-ben alapított kőbányai Dreher Sörgyárak egyik, ma már üzemen kívül álló épülete

## A magyarországi alkoholizmus a 20. század első felében

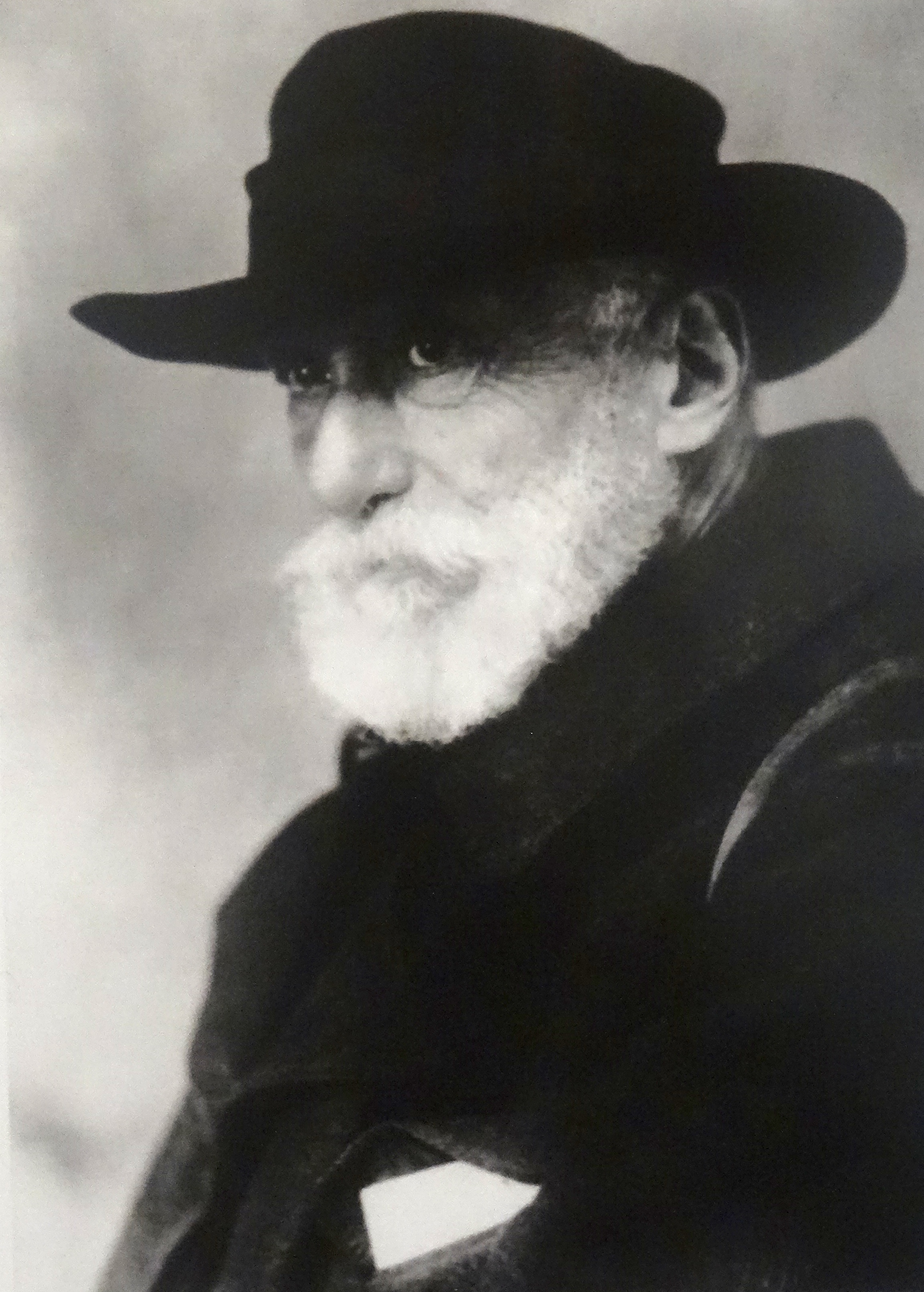
Auguste-Henri Forel svájci elmeorvos, az alkoholfogyasztás ellenzője több előadást is tartott a századelő Budapestjén

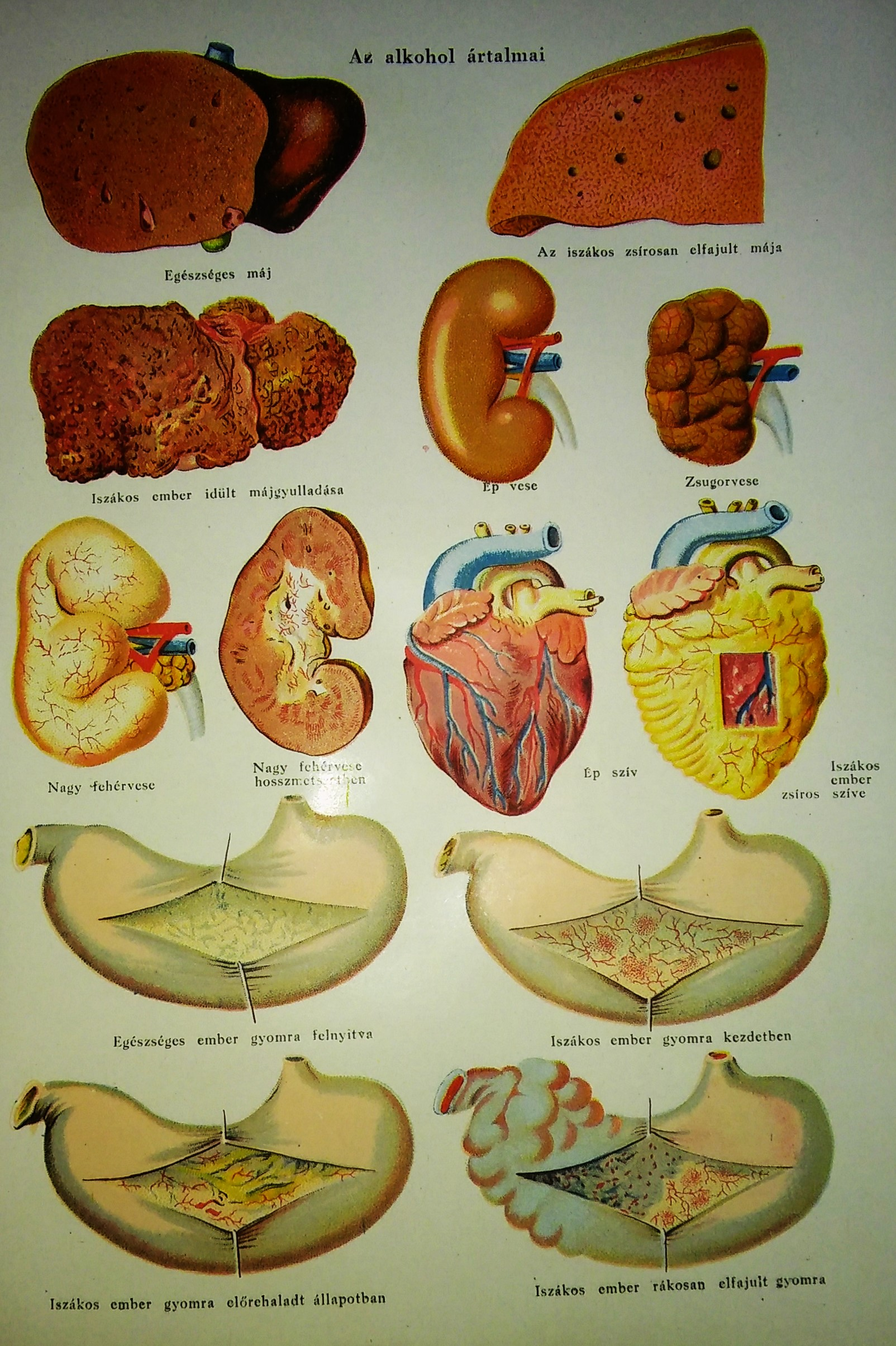
Az alkohol hatása az emberi szervezetre. (Színezett kép a A család egészsége című 1928-as egészségügyi enciklopédiából)

A 20. század elején szervezett formában megindult az alkoholizmus elleni küzdelem az orvosok és a társadalomtudósok részéről különböző egyesületek keretében. Ennek hátterében többek közt az állt, hogy Budapesten több előadást tartott a témakörrel kapcsolatban az alkoholfogyasztás radikális ellenzőjeként ismert Auguste-Henri Forel svájci pszichiáter, a zürichi elmegyógyintézet korábbi igazgatója. Forel tevékenységének köszönhető, hogy hamarosan létrejött a Good Templar-rend magyarországi szervezete. (Forelnek egy kisebb alkoholellenes füzetét, Az orvosok és az alkoholt le is fordították 1906-ban magyar nyelvre, az ugyancsak ekkoriban lefordított A nemi kérdés pedig részletesen foglalkozik a szerelmi élet és az alkoholizmus kapcsolatával.) Az ekkoriban fellépő alkoholellenes orvosok és egyéb tudósok:
- Madzsar József (1876–1944) orvos, 1918–1919-ben a Fővárosi Könyvtár igazgatója (A szeszes italok hatása az utódokra),
- Pogány József (1886–1938) újságíró, kommunista politikus, később a Tanácsköztársaság idején külügyi népbiztos,
- Stein Fülöp (1867–1918) az Angyalföldi Elmegyógyintézet, majd Schwartzer-féle intézet főorvosa (Az alkoholizmus ellen való védekezés hazánkban, Az alkohol, Az alkohol kérdés mai állásáról, Az iszákosság és annak leküzdése),
- Hollós József (1876–1947) orvos, szegedi kórházi boncoló főorvos (Az alkoholizmus okairól, A szeszes italok hatása a szervezetre),
- Dóczi Imre orvos (Nemzetgazdasági szempontok az alkoholkérdésben, Az alkohol és hatása a gyermekre, A közigazgatás föladata az alkoholellenes küzdelemben),
- Salgó Jakab (1849–1918) az Országos Ideg és Elmegyógyintézet főorvosa (A szeszmérgezés és nehéz kórság kórtani viszonya, Az alkoholizmus társadalmi jelentősége),
- Pándy Kálmán (1868–1945) a nagyszebeni Állami Elmegyógyintézet igazgató főorvosa (A szeszes italokról és nemi betegségekről),
- Hollós István (1872–1957) az Országos Ideg és Elmegyógyintézet osztályvezető főorvosa (Az alkoholisták gyógyítása az elmegyógyintézetben),
- Cholnoky Jenő (1870–1950) földrajztudós (Az alkohol a földön),
- Nógrády László (1871–1939) állami főgimnáziumi tanár, pszichológus (Az alkohol).
- Arató Emil (1885–1978) sportorvos, az Alkohol Ellenes Munkás Szövetség alapító elnöke.

Az alkohol néven külön folyóirat is indult a témakörrel kapcsolatos tudományos értekezések számára. Donáth Gyula (1849–1944), a Szent István Kórház az ideggyógyászati osztályának főorvosa is vezető szerepet töltött be az alkoholellenes mozgalomban és megalakulása óta elnöke volt az Absztinens Orvosok Egyesületének. Több tanulmánya megjelent a témakörrel kapcsolatban (Alkohol és munka, Az alkoholtilalom kivihetősége Magyarországon, Alkoholizmus és alkoholkérdés).
A rövid életű 1919-es Tanácsköztársaság alatt teljes szesztilalmat vezettek be, amelyet később megszüntettek.
Stein Fülöp kutatásai szerint Budapesten a 20. század elején még egy a mértékletesen élő munkás is keresetének átlagosan 15%-át költötte szeszes italokra. Magyarországon a Dóczi Imre által feldolgozott adatgyűjtés szerint (1908) 354 letartóztatási intézet 70 707 (56 648 férfi, 14 059 nő) foglya közül kifejezetten iszákos volt 8320 (11,3%), rendszeresen élt szeszes itallal 42 107 (58,5%), kivételesen ivott szeszt 19 921 (27%). A bűntett elkövetése alkalmával ittas állapotban volt 16 649 (27,9%) férfi és 2779 (19,77%) nő. (Ez összesen 19 428 személy, vagyis az összes letartóztatottak 27,48%-a.) A korszak jelentős enciklopédiája, a Révai nagy lexikona I. kötete (1911) kiemeli a fenti adatok mellett:
„A szeszes italok fogyasztása nagy mértékben hozzájárul a balesetek számának emeléséhez is. A szeszes italok fogyasztása az öngyilkosok számára is nagy befolyást gyakorol. Számos adat szolgáltat bizonyságot arra, hogy a rendszeres alkoholfogyasztás fontos tényezője az elszegényedésnek, az anyagi nyomornak. A szeszes italokra kiadott összeg improduktív kiadás, amely — a népesség legnagyobb része kisemberekből, munkásokból állván — azoknak háztartását minden haszon nélkül aránytalanul megterheli. […] A magyarországi munkásság évi jövedelmének átlag 18%-át adja ki szeszes italokra. Nemcsak az egyes embereknek, de az államnak is nagy kárt okoz az, hogy a szeszes italok fogyasztása által egészségükben megtámadott produktív munkára képes emberek millióit veszti el, hanem azáltal is, hogy az alkoholizmus áldozatairól az államnak, vagy a társadalmi jótékonyságnak kell gondoskodni. A szegényügy, lelencügy, börtönök és fegyházak, kórházak és elmegyógyintézetek, epileptikusok, gyengeelméjűek, hülyék intézeteinek, a közrendnek fenntartása mind oly kötelezettséget ró az államra, amelyek teljesítését jórészben az alkoholizmus teszi szükségessé. Hozzávéve ehhez a munkaképesség csökkenését, a balesetek nagy számát, az élettartam rövidségét és a faj degenerálását, fogalmat kapunk az alkoholizmus pusztításairól. Az alkoholfogyasztás gazdasági kára abban is nyilvánul, hogy a népesség élelmezésétől nagy mennyiségű gabonát von el. Egy rossz termés valóságos nemzeti csapással ér fel és a nép mégis milliárdokat érő gabonát fogyaszt el szeszes italok alakjában és vonja el a táplálkozástól. […] A kísérletekből megállapítható, hogy olyan, anyag, mint az alkohol, mely az élő szervezetre károsan hat, nem szolgálhat egyszersmind olyanul is, amely annak pótlására és felépítésére van hivatva. A szeszes italok fogyasztása a nép legszélesebb-rétegében van elterjedve és az alkoholtermelés, el-árusítás annyi érdeket köt le, hogy a küzdelem csak akkor lesz eredményes, ha minden erre alkalmas eszközt és fegyvert sikerülni fog ellene harcba vinni.”
A két világháború közötti időben – ha korlátozott mértékben is – nem szünetelt az orvosok felvilágosító tevékenysége. Ennek két példája Az egészség enciklopédiája (1926) és az Társadalmi lexikon (1928); mindkét mű részletesen foglalkozik az alkoholizmussal kapcsolatos problémákkal. Pazár Zoltán Az ittasság és az iszákosság vizsgálata valamint ennek jelentősége az igazságszolgáltatásban címen részletes monográfiát készített a témakörrel kapcsolatban, amely A Magyar Orvosi Könyvkiadó Társulat Könyvtára-sorozat 183. darabjaként jelent meg Budapesten 1942-ben. 1934-ben Szekeressné Ajtay Mária hívta fel a magyar nők figyelmét az alkoholfogyasztás veszélyeire a Magyar orvosnők tanácsai nők számára című műbe írt tanulmányában (Az alkoholizmusról). Az alkoholos italok teljes elkerülését ajánlja a neves orvosok által a magyar családok számára összeállított népszerű ismeretterjesztő mű, A család egészsége is (1928). Ebben a műben Katona Tibor idegorvos a következőket írja: „Az alkoholfogyasztásról szóló statisztikai adatok ijesztő képet mutatnak. Angol statisztikák szerint Nagymagyarországban 1905-ben 50%-os pálinkából minden egyes lakosra évente 9 liter jutott, ezzel az európai államok közül Dánia után (12 liter) a második helyet foglalta el [Magyarország a fogyasztásban]”. Az alkoholizmus és a bűnözés kapcsolatát is vizsgálta az 1929-ben megjelent A modern bűnözés című könyv.
Tóth Tihamér (1889–1939) római katolikus pap a fiatalok számára írt nagy sikerű Levelek diákjaimhoz című sorozatában Ne igyál! címen foglalkozott a kérdéssel.
A Magyar Statisztikai Zsebkönyv 1938-as kiadásában a következő kis táblázat szerepel, amely a jogerősen elítélt személyek és azok alkoholfogyasztásának kapcsolatát vizsgálja (az adatok az 1937-es évre vonatkoznak):
| Csoport                                                                    | Férfi (fő) | Nő (fő) | Együtt (fő) |
| -------------------------------------------------------------------------- | ---------- | ------- | ----------- |
| Szeszesitalt nagyobb mértékben élvezők száma                               | 1550       | 121     | 1671        |
| Szeszesitalt mértékletesen élvezők száma                                   | 29643      | 5295    | 34938       |
| A bűncselekmény elkövetése összefüggésbe hozható a szeszesital élvezetével | 2492       | 95      | 2587        |

## A magyarországi alkoholizmus a 20. század második felében

### Általánosan
A 20. század második felében a növekvő jólét az alkoholfogyasztás növekvését hozta, és ez fokozottan érvényes volt a fiatalkorú lakosságra is. Sajnálatos módon megállapítható, hogy Magyarország is ezen országok halmazába tartozott. Az 1970-es években példa erre Budapest bűnügyi statisztikája, amely szerint az összes fővárosi bűncselekmények 20-22%-ában alkoholos befolyásoltság volt a háttérben. Ez az arány egyes kriminológiai területeken magasabb is volt:
- garázdaság 70-75%
- ifjúság elleni bűncselekmények 45-50%
- emberölés 40%
- testi sértés 35%.

Hasonlót állít az országos statisztikáról egy másik tanulmány: „az ismertté vált összes bűncselekmény felderített elkövetőinek mintegy egynegyede alkoholtól befolyásoltan vitte végbe tettét.”
Ebben az időben Tariska István (1915–1988), az Országos Ideg- és Elmegyógyászati Intézet igazgató főorvosa foglalkozott a kérdéssel (Tanulmányok az alkoholizmus pszichiátriai következményeiről). Jelentős feldolgozásnak számít az Alkohológiai Kiskönyvtár is, amely 1980 és 1987 között 10 kötetben jelent meg.
Fontos adalék, hogy ugyanebben az időben az állami gondozásba vett gyerekek 30,8%-ánál a kiváltó ok a szülői alkoholizmus volt. Valamint az is, hogy a budapesti lakosok élelmiszerekkel kapcsolatos kiadásainak mintegy 10-11%-át a szeszes italokra költött pénz tette ki.
1978-ban bevezettek ismét egy korlátozott szesztilalmat, amely szerint munkanapokon volt tilos vendéglátó üzletekben reggel 9 óráig szeszes italt értékesíteni, a dolgozni igyekvők munkaképességét megóvandó.
Részletesen foglalkozik az 1970-es évek alkoholizmusával a Fekete János által összeállított Alkoholizmus. Kórkép vagy korkép? című tanulmánykötet. A tanulmány utal arra, hogy részegeskedés kiemelten veszélyes a társadalomra, mivel nemcsak a személyiség testi-lelki állapotát, társas kapcsolatát károsítja, hanem sérti a közösségé érdekeket, az erkölcsi, magatartásbeli, jogi normákat. A tanulmány megállapítja azt is, hogy ma (1982) Magyarország a világ nagy szeszfogyasztó országai közé tartozik, annak minden káros következményével együtt. Ez:
1. az abszolút alkoholfogyasztás tekintetében;
2. az alkoholisták 100 000-et meghaladó nagyságrendjében;
3. az alkoholista szülők miatt veszélyeztetett helyzetű gyermekek számában;
4. a családi, elsősorban házastársi kapcsolatok megromlásának növekvő arányában;
5. az alkoholfogyasztással összefüggő balesetek, megbetegedések, és halálokok emelkedő tendenciájában;
6. az öngyilkosság fokozódó gyakoriságában;
7. a részegekkel kapcsolatos jogi és államigazgatási (elsősorban rendészeti problémákban);
8. a detoxikáló intézmények túlterhelésében;
9. a kiesett munkanapokban és termelési értékben;
10. a bűnözésben és más jogsértésekben mutatkozó sajnálatos megnyilvánulásokban; s nem utolsósorban
11. az alkoholtól befolyásolt áldozatok ezreinek számában egyaránt megmutatkozik.

Mások az alkoholizmus és a bűncselekmények kapcsolatát vették górcső alá. Rózsa János Szexuális bűnözés című művében (Közgazdasági és Jogi Könyvkiadó, Budapest, 1977) számos helyen mutatott rá könyvének témaköre és az alkoholizmus összefüggéseire. Egy magát közelebbről megnevezni nem akaró temetkezési vállalkozó egy 2003-as riportjában utalt arra, hogy az 1980-as években az Új köztemető krematóriumában dolgozók körében igen elterjedt volt az alkoholizmus, amely számos súlyos munkahelyi problémát okozott.

### Táblázatok (1970-es évek)
A fent idézett műből valók a következő adatok is:
| Korosztály                                         | Nagyivók száma | Elhunytak száma (1978) | A korosztály összes tagjainak halálozása viszonyítva az összes halálozáshoz | Alkoholfogyasztási okból bekövetkezett halálozás | Az alkoholfogyasztási okból bekövetkezett halálozás viszonyítva az összes halálozáshoz |
| -------------------------------------------------- | -------------- | ---------------------- | --------------------------------------------------------------------------- | ------------------------------------------------ | -------------------------------------------------------------------------------------- |
| 30–60 éves férfiak (az összes férfihalott 22,1%-a) | kb. 300 000 fő | 16 124 fő              | 11,51%                                                                      | kb. 40%-uk halálának oka az alkoholfogyasztás    | kb. 4,6%                                                                               |
| Összes lakos                                       | kb. 500 000    | 140 121 fő             | –                                                                           | nincs adat                                       | nincs adat                                                                             |

| Év    | Bor   | Sör   | Égetett szeszes ital (50% szesztartalomra számítva) |
| ----- | ----- | ----- | --------------------------------------------------- |
| 1960  | 29,9  | 36,8  | 2,8                                                 |
| 1977  | 34,0  | 86,0  | 9,0                                                 |
| Index | 114,0 | 234,0 | 310,0                                               |

| Év   | Bevétel összege      |
| ---- | -------------------- |
| 1970 | 6,2 milliárd Forint  |
| 1975 | 11,1 milliárd Forint |
| 1978 | 15,5 milliárd Forint |

|               | 1934–1938 | 1961–1965 | 1966–1970 | 1971–1975 | 1976–1980 |
| ------------- | --------- | --------- | --------- | --------- | --------- |
| 1000 literben | 330,0     | 374,0     | 460,0     | 495,0     | 496,0     |
| Index         | 100       | 114       | 139       | 150       | 150       |

| Italfajta                            | Mértékegység                 | 1960 | 1970 | 1975  | 1978        | Index 1978/1960 | Index 1978/1970 |
| ------------------------------------ | ---------------------------- | ---- | ---- | ----- | ----------- | --------------- | --------------- |
| Rum, pálinka                         | abszolút alkohol tartalom hl | 40,7 | 71,4 | 176,8 | 231,7       | 569             | 329             |
| Likőr és kevert ital                 | 100 l                        | 6,3  | 11,9 | 15,2  | 21,2        | 337             | 178             |
| Gyümölcspálinka (bérfőzéssel együtt) | abszolút alkohol tartalom hl | 10,3 | 62,1 | 60,7  | 79,4 (1977) | 771             | 128             |

| Nemek    | Ittas elkövetők (fő) | Ittas elkövetők (%) |
| -------- | -------------------- | ------------------- |
| Nő       | 434                  | 2,20                |
| Férfi    | 19 304               | 97,80               |
| Összesen | 19 738               | 100,00              |

| Korcsoport         | Ittas elkövetők (fő) | Ittas elkövetők (%) |
| ------------------ | -------------------- | ------------------- |
| Fiatalkorú 15–18   | 579                  | 2,93                |
| Ifjú felnőtt 19–25 | 5195                 | 26,32               |
| Felnőtt 25–29      | 3770                 | 19,10               |
| Felnőtt 30–39      | 5517                 | 27,95               |
| Felnőtt 40–49      | 3081                 | 15,61               |
| Felnőtt 50–59      | 1273                 | 6,45                |
| Idős 60–           | 323                  | 1,64                |
| Összesen           | 19 738               | 100,00              |

| A bűncselekmény különös jogi tárgya                                                     | Az összes elkövető %-ban nő | Az összes elkövető %-ban férfi | Az összes elkövető %-ban (átlag) | Bűncselekmény-kategóriánként, az összes elkövető %-ban |
| --------------------------------------------------------------------------------------- | --------------------------- | ------------------------------ | -------------------------------- | ------------------------------------------------------ |
| Az állam, a béke és az emberiség (konkrétan: hivatalos személy elleni erőszak, izgatás) | –                           | 0,92                           | 0,35                             | 33,82                                                  |
| Az államigazgatás és az igazságszolgáltatás                                             | 8,75                        | 2,32                           | 3,05                             | 25,74                                                  |
| A közbiztonság és a közrend (közlekedési) (ebből járművezetés ittas állapotban: 64,99%) | 47,47                       | 74,36                          | 73,77                            | 55,56                                                  |
| A népgazdaság                                                                           | –                           | 0,06                           | 0,04                             | 0,07                                                   |
| Személyek                                                                               | 7,83                        | 6,54                           | 6,57                             | 15,95                                                  |
| A család, ifjúság és a nemi erkölcs                                                     | 8,52                        | 1,92                           | 2,06                             | 7,58                                                   |
| A társadalmi tulajdon                                                                   | 11,29                       | 4,96                           | 5,10                             | 5,41                                                   |
| Személyek javai                                                                         | 16,14                       | 8,92                           | 9,06                             | 12,62                                                  |
| Összesen %-ban                                                                          | 100,00                      | 100,00                         | 100,00                           | 24,82                                                  |
| Esetszám                                                                                | 434 (eset)                  | 19 304 (eset)                  | 19 738 (eset)                    | 79 516 (eset)                                          |

| Bűncselekményfajták              | Alkoholos befolyásoltságú sértettek | Alkoholos befolyásoltságú elkövetők | Az előző két csoport közti különbség (sért.:+, elk.:-) | Elkövetés vendéglátó helyiségben |
| -------------------------------- | ----------------------------------- | ----------------------------------- | ------------------------------------------------------ | -------------------------------- |
| Emberölés (szándékos)            | 26,64                               | 22,15                               | +4,49                                                  | 6,98                             |
| Emberölés (indulati)             | 29,41                               | 12,50                               | +16,91                                                 | 11,76                            |
| Testi sértés (halálos)           | 54,55                               | 25,00                               | +29,55                                                 | 6,06                             |
| Testi sértés (súlyos)            | 17,63                               | 16,48                               | +1,15                                                  | 11,67                            |
| Testi sértés (könnyű)            | 11,54                               | 11,09                               | +0,45                                                  | 6,34                             |
| Hivatalos személy elleni erőszak | nem volt megállapítható             | 45,33                               | -45,33                                                 | 11,46                            |
| Garázdaság                       | 19,33                               | 33,14                               | -13,81                                                 | 29,28                            |
| Erőszakos közösülés              | 2,65                                | 12,45                               | -9,80                                                  | 0,20                             |
| Rablás                           | 37,63                               | 13,35                               | +24,28                                                 | 3,58                             |
| Zsarolás                         | 2,86                                | 6,76                                | -3,89                                                  | –                                |
| Erőszakos, garázda módszerű      | 22,52                               | 19,83                               | +2,69                                                  | 9,70                             |
| Vagyont károsítók                | 2,56                                | 12,81                               | -10,25                                                 | 3,88                             |
| Gondatlan jellegű (közlekedési)  | 3,60                                | 71,53                               | -67,93                                                 | –                                |
| Gondatlan jellegű (egyéb)        | 7,43                                | –                                   | –                                                      | 6,67                             |
| Összes átlaga                    | 4,84                                | 24,82                               | -19,98                                                 | 5,01                             |

### Táblázatok (1980-as, 1990-es évek)
- Forrás: Magyar statisztikai zsebkönyv '94, Központi Statisztikai Hivatal, Budapest, 1995, ISSN 0133-5847, 72. o.

| Év   | Nyilvántartott alkoholisták száma (alkoholgondozókban) /fő/ | Nyilvántartott alkoholisták száma (pszichiátriai gondozókban) /fő/ | Összesen /fő/ | Alkoholisták becsült száma /fő/ |
| ---- | ----------------------------------------------------------- | ------------------------------------------------------------------ | ------------- | ------------------------------- |
| 1980 | 43 217                                                      | 6733                                                               | 49 950        | 224 000                         |
| 1985 | 58 346                                                      | 6825                                                               | 65 171        | 435 000                         |
| 1986 | 60 117                                                      | 6922                                                               | 67 039        | 448 000                         |
| 1987 | 5134                                                        | 6009                                                               | 71 143        | 489 000                         |
| 1988 | 65 210                                                      | 5945                                                               | 71 155        | 509 000                         |
| 1989 | 64 742                                                      | 6253                                                               | 70 995        | 590 000                         |
| 1990 | 58 410                                                      | 6122                                                               | 64 532        | 588 000                         |
| 1991 | 53 450                                                      | 6122                                                               | 59 572        | 611 000                         |
| 1992 | 49 108                                                      | 6359                                                               | 55 467        | 836 000                         |
| 1993 | 47 398                                                      | 5912                                                               | 53 310        | 995 000                         |
| 1994 | 47 237                                                      | 5362                                                               | 52 599        | n. a.                           |

## A magyarországi alkoholizmus jelene
Arra vonatkozóan nincs statisztika hogy az alkoholistákkal egy családban, vagy közösségben élők életét milyen mértékben rombolja az alkoholista destruktív magatartása. Mivel hazánkban (korábbi adatok alapján) mintegy félmillió alkoholista él és a közvetetten érintettek száma milliós nagyságrendre tehető – mára az alkoholizmus a legnagyobb szociális problémává nőtte ki magát. Munkaképtelen, a társadalom által, az adófizetők pénzéből eltartott, fizikailag is beteg, kórházi kezelésre szoruló, rokkantnyugdíjon és jövedelempótló támogatáson tengődő emberek százezreit termelte ki hazánkban.

### Alkoholfogyasztás következményeként Magyarországon elhunytak száma

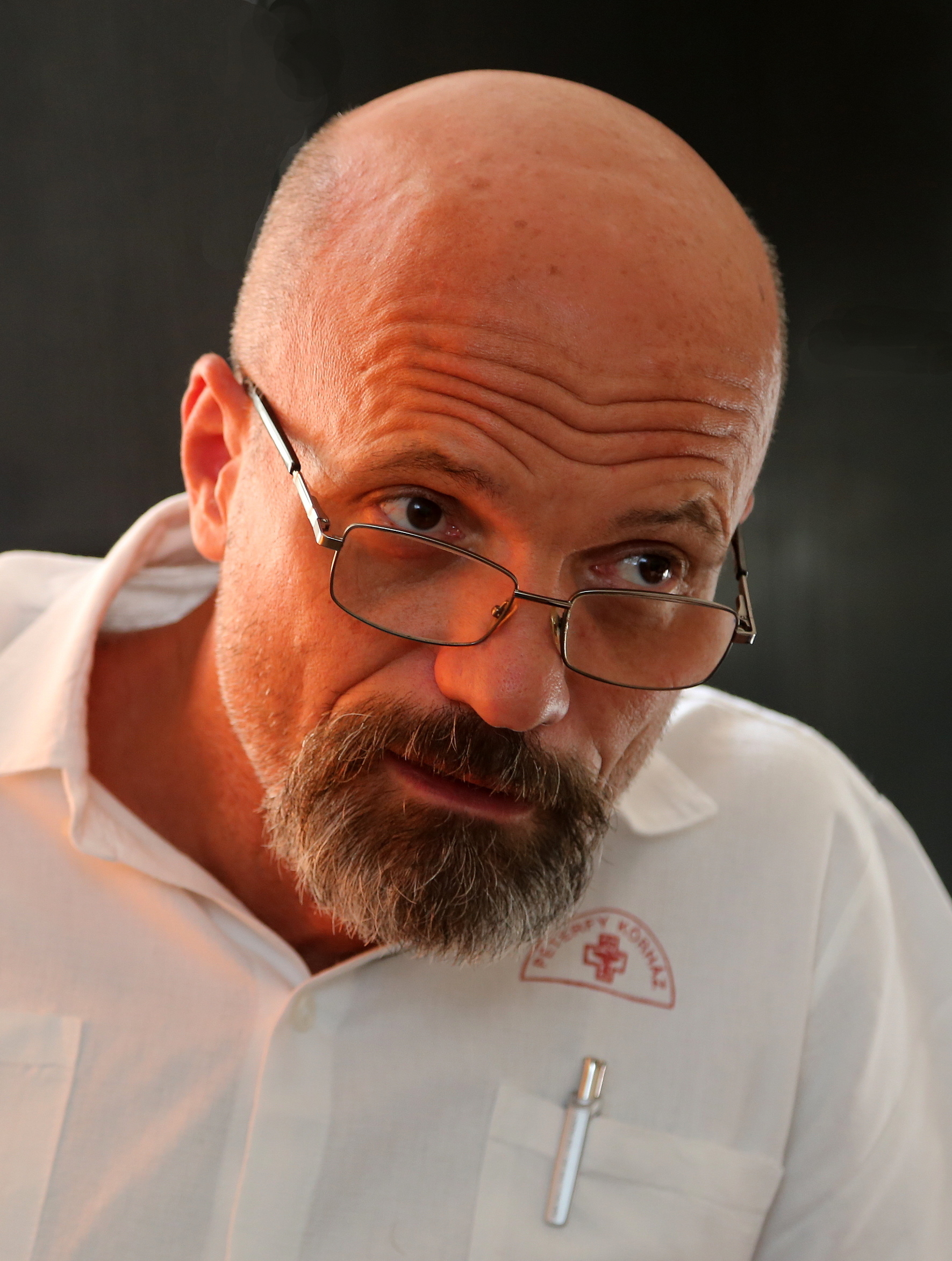
Zacher Gábor toxikológus

Az alkoholfogyasztással összefüggésben lévő éves halálozási számot nem könnyű meghatározni. Régóta ismert, a szakirodalom és a köznapi tapasztalat is bizonyítja, hogy vannak az alkoholfogyasztókra különösen jellemző halálokok. Ilyen például a májzsugor, a motoros járműbaleset, és az öngyilkosság miatt bekövetkezett halálozás. Ezekben az esetekben az alkoholfogyasztók részaránya kiemelkedően magas (csaknem domináns). Az 1980-as évek kutatásai szerint azonban az alkoholisták 50–60%-a mégsem ezekbe a különösen jellemző halálokokba hal bele – hanem egyéb betegségekbe (rendszerint az általánosan vezető halálokok valamelyikébe, azaz keringési betegségekbe, daganatos betegségekbe stb.) Az alkohol által károsított szervek gyakran csak kórbonctani diagnózisoknál jelennek meg – azonban ha nem a kórbonctani diagnózisok első helyén vannak jelezve, akkor nem is kerülnek bele a halálozási statisztikákba. (Ilyen vizsgálatoknál megbízható következtetések vonhatóak le pl. a májkárosodásból a korábbi alkoholfogyasztásról, akkor is, ha az elhunytnál korábban panaszok nem fordultak elő.)
Súlyos népbetegségként élte át az alkoholizmus az ezredfordulót. Egy példája ennek, hogy 2005-ben mind a férfiak, mind a nők között Magyarországon haltak meg legtöbben alkoholos májbetegség miatt Európában. Hogy évente pontosan hány ember halála áll összefüggésben az alkoholfogyasztással, nehezen határozható meg. A következő becslések ismertek:
- Zacher Gábor toxikológus 2020-as nyilatkozata szerint évente körülbelül 30 000 fő hal meg Magyarországon alkohollal kapcsolatos betegségekben.[63] (Tekintve, hogy a Központi Statisztikai Hivatal szerint 2018-ban 131 100 fő,[64] míg 2019-ben 129 603 fő[65] hunyt el Magyarországon, a lakosság mintegy 22-23%-ának halála összefüggésben állhat az alkoholfogyasztással.)
- Egy másik hirportálon közölt tanulmány (2015) óvatosabb becslést közöl: Magyarországon (akárcsak Finnországban, Szlovéniában, és Dániában) az alkohol a felelős az évi összes haláleset legalább 10%-áért.[66] (Érdekességként említhető, hogy egy becslés a világon mintegy 2,8 millió főre teszi évente az alkoholfogyasztás halálos áldozatainak számát.)[67]

A gyakran emlegetett illegális kábítószerek használói körében bekövetkező éves halálozás ennél sokkal alacsonyabb. Zacher Gábor 2019-ben arról beszélt, hogy az illegális drogok használata következtében 35-36 fő veszítette életét Magyarországon, amihez képest az alkohol ezerszer több halálos áldozatot szed évente.
Táblázatszerűen összefoglalva:
| Év   | Magyarországi összes elhunytak száma | Magyarországon alkoholizmussal összefüggésben álló okból elhunytak száma évente (becslés)     |
| ---- | ------------------------------------ | --------------------------------------------------------------------------------------------- |
| 2018 | 131 100 fő                           | Zacher (2020): évente kb. 30 000 fő Origo (2015): évente az összes halálesetek legalább 10%-a |
| 2019 | 129 603 fő                           | Zacher (2020): évente kb. 30 000 fő Origo (2015): évente az összes halálesetek legalább 10%-a |

### A magyarországi alkoholisták száma

#### Eltérő adatok
Hogy körülbelül hány alkoholista él Magyarországon, azt nem könnyű megbecsülni. A hivatalosan nyilvántartott alkoholisták – azaz a pszichiátriai vagy addiktológiai kezelésen megjelentek – száma a Központi Statisztikai Hivatal 2015-ös összesítése alapján „mindössze” 15 683 fő, 2017-ben 15 292 fő volt. Ráadásul az érintettek 2/3-a nő volt, holott közismert a férfiak túlsúlya az alkoholisták körében. Ugyanakkor a témakörrel foglalkozó orvosok a valódi alkoholisták mennyisége ennek a sokszorosa. A magas látencia miatt a függők körülbelül 90%-a nem veszi igénybe az orvosi segítséget. A következő adatok ismertek:
- Egy 2015-ös tanulmány a Központi Statisztikai Hivatal adatára hivatkozik, amely 475 ezerre teszi az összes magyarországi alkoholista számát, de, mint írja „de ez a mutató csak a kezelt betegeket tartalmazza.”[72]
- Zacher Gábor 2016-ban körülbelül 800 000 főre tette a magyarországi alkoholisták számát. Ezt kiegészítette azzal, hogy 2,5 millió főre becsüli a nagyivók számát az országban.[73] Egy 2020-as nyilatkozatában ismét megerősítette ezeket az adatokat.[63]
- Egy másik orvos, a szigetvári kórház addiktológiai rehabilitációs osztályának vezetője, Tóth Miklós 2016-ban ennél magasabbra, 1-1,2 millió főre becsülte a magyarországi alkoholisták számát.[69]
- Hegedüs Éva orvos 2018-as cikkében a kettő közötti értéket becsüli: 800 000–1 000 000 fő.[74]
- Erdélyi Ágnes, a nagykállói Sántha Kálmán Mentális Egészségközpont és Szakkórház telephelyi orvosigazgató-helyettese 2019-ben a következőt nyilatkozta: „Sokféle adatból próbálják megbecsülni a függők számát egy országban, hazánkban megközelítőleg hatszáz-hétszáz-nyolcszáz vagy akár kilencszázezres nagyságról is beszélhetünk.”[75]
- Az Egészségügyi Világszervezet (WHO) 2014-es jelentése alapján Magyarországon a népesség 9,4%-a, azaz közel 1 millió ember mutatja az alkoholfüggőség jeleit. A jelentés Magyarországra vonatkozó számai becslésen alapulnak és a 2010-es évre vonatkoznak.[70][76]
- ugyancsak az Egészségügyi Világszervezet úgy látja, hogy a magyar férfiak 31%-a küzd alkoholproblémákkal.[77]
- A WHO 2018-as adatai szerint számuk eléri a 900 ezret is.[78] 90%-uk nem ismeri be a függőségét.[15]
- egy 2017-es kormányzati összesítésben 15 000 nyilvántartott alkoholistáról szólnak. Az összes magyarországi alkoholista számát 379 000 főre becsülik.[79]
- 2020 decemberében Boldogkői Zsolt molekuláris biológus, a Szegedi Tudományegyetem Orvosi Biológiai Intézetének tanszékvezető egyetemi tanára azt a megállapítást tette, hogy „évente 50-60 ezer alkoholproblémás ember kerül a magyarországi ellátórendszerbe, ráadásul általában már nagyon lepusztult egészségügyi állapotban.”[80]
- 2021-ben jelent meg Paksi Borbála szociológus és Demetrovics Zsolt addiktológus 2019-ben készült, teljes lakosságra vetített hazai kutatása.[81]
- A World Population Review 2023-as térképén Magyarország az első helyezést érte el. A rajta szereplő adatok szerint a magyar társadalom 21,2 százaléka krónikusan alkoholfüggő.[82][83]
- Zacher Gábor 2023-ban szintén 900 ezer fő körülire becsültre a patológiai értelemben idült alkoholfüggőnek tekinthető magyarok számát.[84]

Tóth Miklós, a szigetvári kórház addiktológiai rehabilitációs osztályának vezetője, a Minnesota-modell magyarországi meghonosítója egy 2016-os beszélgetésben úgy nyilatkozott, hogy a magyarországi kórházakban kezelt embereknek körülbelül 60%-a alkoholista. Számításait egy korábbi felmérésre becsülte, amely szerint: „Az Országos Alkohológiai Intézetben korábban úgy számoltak, a kórházban fekvők 65 százaléka valójában alkoholista. Mivel ez az intézmény már nem létezik, nincsenek friss adataink, de a magyarok továbbra is fejenként 12-13 liter száz százalékos alkoholt isznak meg évente, szóval nem történhetett nagy változás.” Mint kiemelte: „az orvosok általában mégis a szövődményt próbálják kezelni, pedig ha a beteg lemondana az alkoholról, a betegsége is megszűnne.”
Táblázatszerűen összefoglalva:
| Magyarországi alkoholisták száma                                                                          | Forrás                                     |
| --- | ------------------------------------------ |
| orvossal kapcsolatba került: 15 683 fő (2015), 15 292 fő (2017), összes alkoholista: kb. 475 000 fő       | Központi Statisztikai Hivatal (2015, 2017) |
| körülbelül 800 000 fő (nagyivók: kb. 2,5 millió)                                                          | Zacher Gábor (2016)                        |
| 1–1,2 millió fő                                                                                           | Tóth Miklós (2016)                         |
| 800 000–1 000 000 fő                                                                                      | Hegedüs Éva (2018)                         |
| 600–900 000 fő                                                                                            | Erdélyi Ágnes (2019)                       |
| a népesség 9,4%-a, azaz közel 1 millió fő alkoholista, és a magyar férfiak 31%-a küzd alkoholproblémákkal | Egészségügyi Világszervezet (2014)         |

A magyar társadalom különböző csoportjainak alkoholfogyasztásával kapcsolatban speciális problémák mutatkoznak. Ezeket alább mutatja be a szócikk.

#### A Központi Statisztikai Hivatal táblázata (1997–2019)
- Forrás: https://www.ksh.hu/stadat_files/ege/hu/ege0030.html

| Év   | Az alkoholisták becsült száma /fő/ | Nyilvántartott alkoholisták száma (férfi) /fő/ | Nyilvántartott alkoholisták száma (nő) /fő/ | Nyilvántartott alkoholisták száma (ismeretlen) /fő/ | Nyilvántartott alkoholisták száma (összesen) /fő/ | Tízezer lakosra jutó nyilvántartott alkoholista /fő/ |
| ---- | ---------------------------------- | ---------------------------------------------- | ------------------------------------------- | --------------------------------------------------- | ------------------------------------------------- | ---------------------------------------------------- |
| 1997 | 808 000                            | 38 349                                         | 10 746                                      | –                                                   | 49 095                                            | 48                                                   |
| 1998 | 860 000                            | 38 568                                         | 11 405                                      | –                                                   | 49 973                                            | 49                                                   |
| 1999 | 866 000                            | 36 403                                         | 10 840                                      | –                                                   | 47 243                                            | 47                                                   |
| 2000 | 829 000                            | 32 326                                         | 9 946                                       | –                                                   | 42 272                                            | 41                                                   |
| 2001 | 755 000                            | 30 318                                         | 9 046                                       | –                                                   | 39 364                                            | 39                                                   |
| 2002 | 718 000                            | 26 554                                         | 8 973                                       | –                                                   | 35 527                                            | 35                                                   |
| 2003 | 718 000                            | 26 296                                         | 8 776                                       | –                                                   | 35 072                                            | 35                                                   |
| 2004 | 692 000                            | 24 340                                         | 8 879                                       | –                                                   | 33 219                                            | 33                                                   |
| 2005 | 432 000                            | 24 470                                         | 8 418                                       | –                                                   | 32 888                                            | 33                                                   |
| 2006 | 509 000                            | 21 682                                         | 7 340                                       | –                                                   | 29 022                                            | 29                                                   |
| 2007 | 490 000                            | 18 778                                         | 7 262                                       | –                                                   | 26 040                                            | 25                                                   |
| 2008 | 539 000                            | 14 301                                         | 5 670                                       | 181                                                 | 20 152                                            | 20                                                   |
| 2009 | 559 000                            | 11 178                                         | 3 893                                       | –                                                   | 15 071                                            | 15                                                   |
| 2010 | 522 000                            | 13 772                                         | 4 856                                       | 356                                                 | 18 984                                            | 19                                                   |
| 2011 | 475 000                            | 11 675                                         | 3 907                                       | 453                                                 | 16 035                                            | 16                                                   |
| 2012 | 434 000                            | 8 108                                          | 3 277                                       | –                                                   | 11 385                                            | 11                                                   |
| 2013 | 390 000                            | 8 651                                          | 3 392                                       | 370                                                 | 12 413                                            | 13                                                   |
| 2014 | 408 000                            | 11 188                                         | 3 556                                       | –                                                   | 14 744                                            | 15                                                   |
| 2015 | 393 000                            | 11 329                                         | 4 354                                       | –                                                   | 15 683                                            | 16                                                   |
| 2016 | 375 000                            | 12 952                                         | 5 033                                       | –                                                   | 17 985                                            | 18                                                   |
| 2017 | 379 000                            | 10 753                                         | 3 893                                       | 646                                                 | 15 292                                            | 16                                                   |
| 2018 | 394 000                            | ..                                             | ..                                          | ..                                                  | ..                                                | ..                                                   |
| 2019 | 389 000                            | ..                                             | ..                                          | ..                                                  | ..                                                | ..                                                   |
| 2020 | 392 000                            | ..                                             | ..                                          | ..                                                  | ..                                                | ..                                                   |
| 2021 | 415 000                            | ..                                             | ..                                          | ..                                                  | ..                                                | ..                                                   |

### Az alkoholizmus és a magyar állam
A magyar állam kétarcúan áll az alkoholkérdéshez. Bár nem vitatja a nagyszámú alkoholista létezését, emellett államilag finanszírozza gyógyításukat, tiltó rendelkezéseket hoz a fiatalkorúak alkoholfogyasztása, alkoholos befolyásoltság alatt történő gépkocsivezetés ellen – ugyanakkor nem emeli fel egyértelműen a szavát a legális kábítószer ellen („mérsékelt alkoholfogyasztás egészségre nem károsságának mítosza”), terjesztését nem gátolja – sőt: bizonyos esetekben elő is segíti.
Példa erre, hogy a második Orbán-kormány az otthoni pálinkafőzés 2010-es legalizációjával szembement egy konzervatív kormánytól elvárható szigorú drogpolitikával, pedig a kormány állítása szerint ellenzi a kábítószerek legalizációját, és a drogmentes Magyarországot tekinti céljának. Míg olyan kábítószerek, mint az LSD, a marihuána és az ecstasy illegálisak, addig az alkohol nemhogy legális, hanem a pálinka formájában való alkoholfogyasztás még a kormányzati politika által támogatott is lett. A legalizált otthoni pálinkafőzés egyúttal a feketegazdaságot is erősíti. Minden nagykorú ember ugyanis 86 liter pálinkát főzhet adómentesen, amit legfeljebb a legkeményebb alkoholisták tudnak meginni. Ez a nagy mennyiség pedig arra sarkallja az embereket, hogy feketén kereskedjenek az otthon főzött pálinkával. Vagyis az otthoni pálinkafőzés legalizációja a kormány azon törekvésével is szembe megy, amely szerint a kormány célja a feketegazdaság visszaszorítása.
A magyar adórendszer a söröket és a borokat pozitívan diszkriminálja a jövedéki adó és a népegészségügyi termékadó szempontjából a többi alkoholos italhoz képest – különösen az ún. „kisüzemi” söröket és a csendes borokat: a legtöbb alkoholos ital jövedéki adóterhe a benne lévő alkoholmennyiség után hektoliterenként 333 385 forint. A sör esetében azonban a jövedéki adóteher mértéke a sörben lévő alkoholmennyiség után kisüzemi sörfőzdében előállított sör esetében 810 forint, egyéb sör esetében 1620 forint. Hasonló a helyzet a borok esetében: a habzóbor jövedéki adóterhe a habzóbor mennyisége után hektoliterenként 16 460 forint, míg csendes bor után 0 forint. Emellett más alkoholos italokkal ellentétben a söröket és a borokat nem terheli népegészségügyi termékadó sem.
A pálinkafőzés liberalizációja emellett a magyarországi cigányok integrációjának is jelentős gátat szab: az MTA Környezet és Egészség Bizottságnak a kutatása szerint az otthoni pálinkafőzés legalizációja után a roma lakosság körében jelentősen megugrott az amúgy is nagyon magas alkoholfogyasztás. Ez nagy szerepet játszik abban, hogy közülük kevesen érik meg az időskort, a többségi társadalom tagjaihoz képest a romák várható átlagos élettartama 10 évvel rövidebb, gyakoriak közöttük a daganatos megbetegedések, és magas a csecsemőhalandóság is. Sándor János, a Debreceni Egyetem Népegészségügyi Karának docense elsőként az otthoni pálinkafőzés szabályainak enyhítését említette példaként, ami rontott a cigányok egészségi állapotán.
Szintén az alkoholfogyasztásnak kedvez az ittas kerékpározás 2014-ben bevezetett legalizációja. Az intézkedés miatt civil szervezetek, újságírók, valamint a Lánglovagok Egyesület és a Magyar Kerékpárosklub is tiltakoztak. Kiemelték, hogy az ittas kerékpározók nem csak magukra, hanem másokra is veszélyt jelentenek.
Bár magyar állam az alkoholforgalmazás okán évente jelentős adóbevételekhez jut, azonban ezek a bevételek messze nem fedezik azokat a hatalmas egészségügyi kiadásokat, amiket az alkoholfogyasztók kezelésére kell költenie a magyar államnak.
Szemejácz János addiktológus 2021 márciusi rádióinterjújában kritikus hangot használt az elmaradt állami alkoholizmus-ellenes intézkedésekkel kapcsolatban.
2025 elején híre ment, hogy a magyar állam vidéki kistelepülések kocsmáinak felújítására különít el pénzt. Gyopáros Alpár nem látott összefüggést az alkoholizmus esetleges növekedése és az intézkedés között, és így fogalmazta meg álláspontját: „Azért újítják fel, hogy jól nézzen ki, nem azért, hogy többen menjenek be.”. Úgy vélte, hogy „itt közösség épül a falun belül, ez egy találkozási pont, az emberek ide térnek be mise előtt vagy mise után egy kávéra.”.

### Az alkoholos italok reklámozása

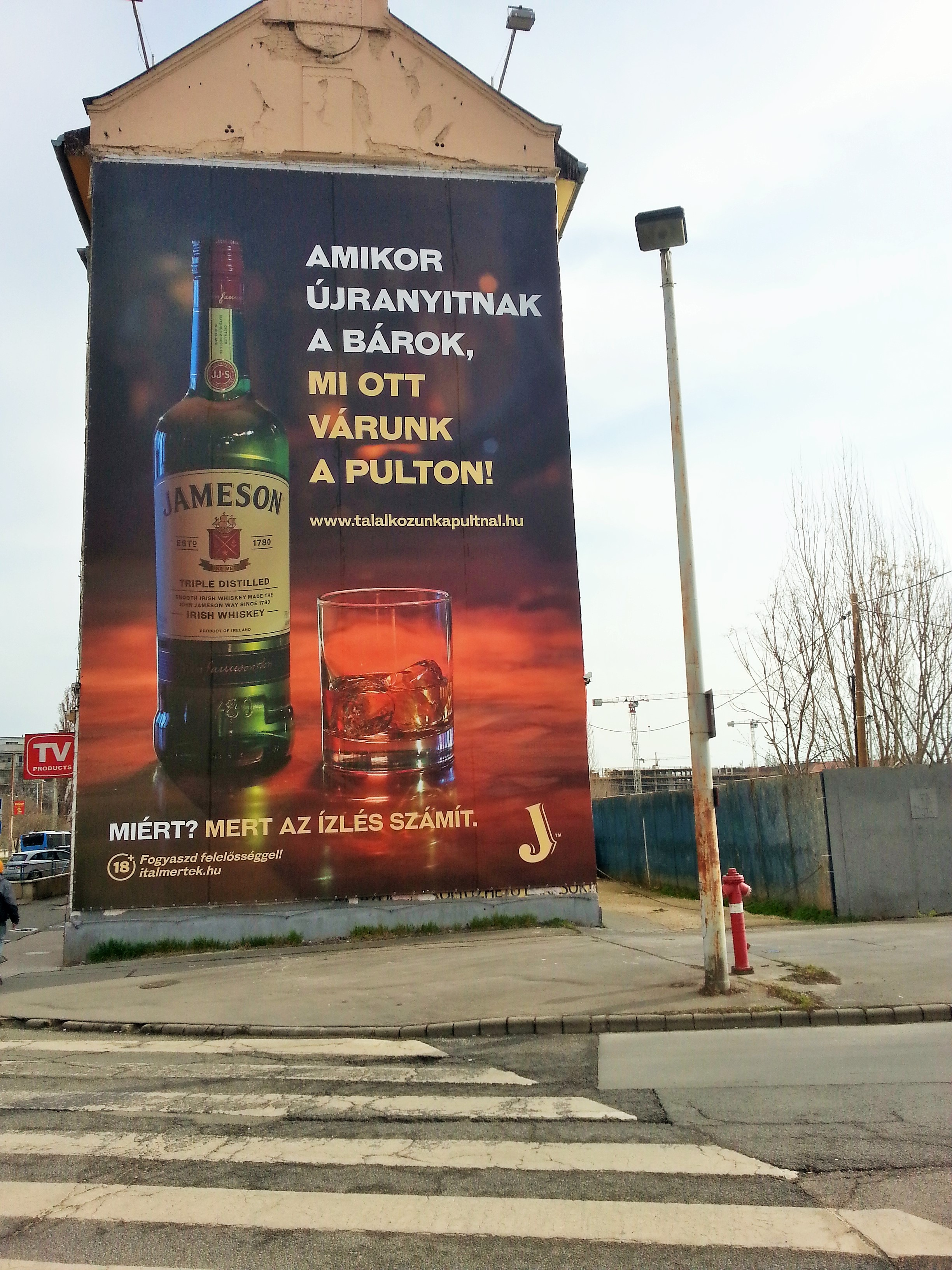
Nagy méretű alkoholreklám a budapesti Lehel téren 2021-ben

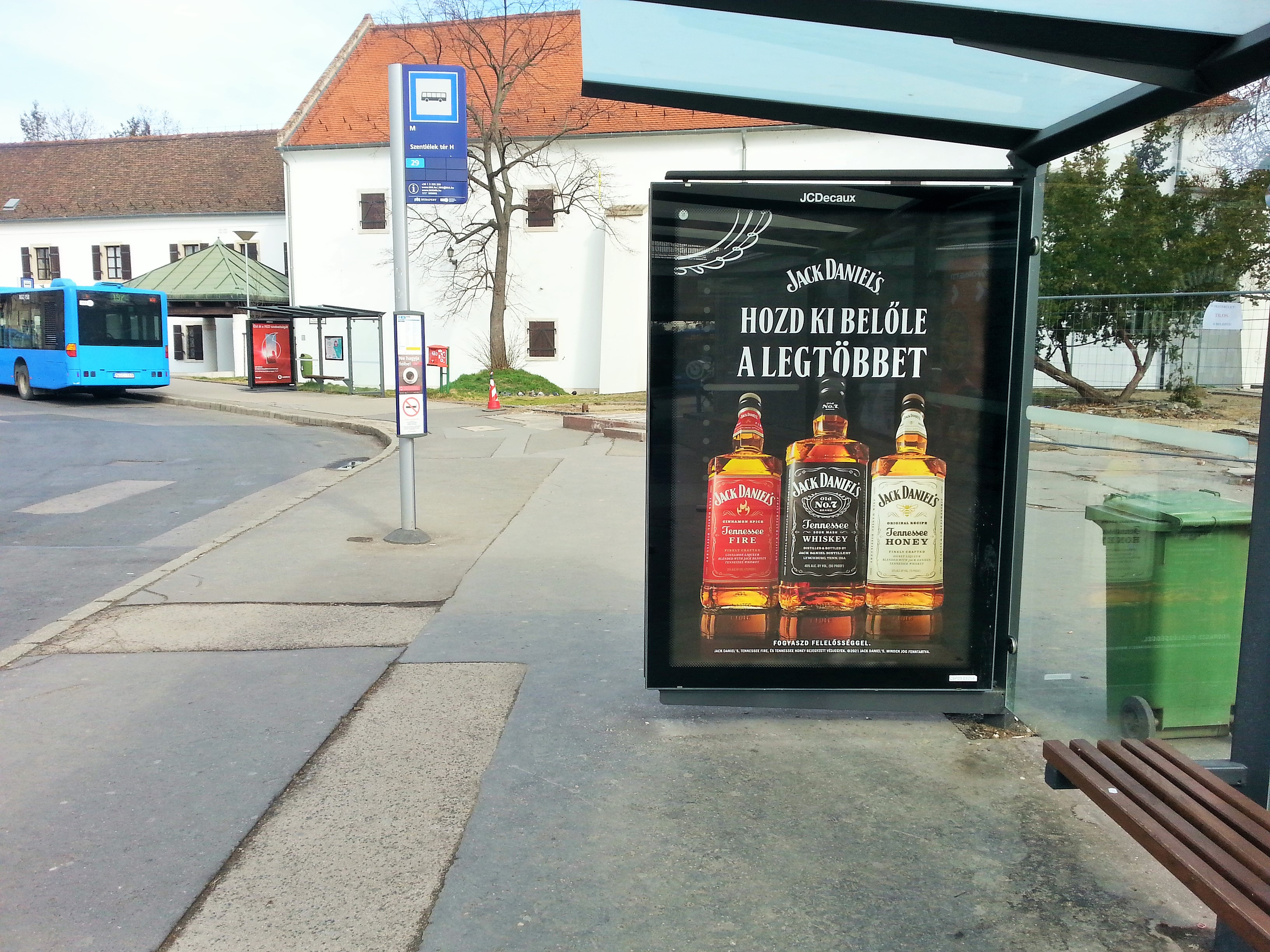
Alkoholt hirdető plakát a budapesti Szentlélek téri autóbusz-végállomáson 2021-ben

A másik legális drog, a dohányipari termékek népszerűsítésének 2002-es betiltásával ellentétben az alkoholtermékek hirdetése engedélyezett és gyakorolt, melyek tovább növelik az amúgy is nagyon magas alkoholfogyasztást. Az utcai és televíziós hirdetések között nagy számban fordulnak elő alkoholos italok fogyasztását propagáló reklámok. 2005-ben az Európai Bizottság fel is hívta az alkoholgyártókat, hogy kerüljék a fiatalokat célzó alkoholreklámokat.
A Nielsen Közönségmérés Kft. 2014-es kimutatása szerint 2013 és 2014 első félévében az élelmiszerekhez kapcsolódó termékkategóriák közül az édességeket és a tejtermékeket követően a szeszes italok televíziós hirdetései érték el a legtöbb nézőt, 12 százalékos GRP-értékkel rendelkeztek. (A termékosztályok bruttó elérését tekintve a sörreklámok második helyen végeztek a szeletes csokoládék mögött.) A cikk utal rá, hogy:
- 2010-ben 18 médiaszolgáltató összesen 38 355 szeszesital szpotot mutatott be,
- míg 2014-ben 26 televízió 59 991 alkoholhirdetést adott közre.

Hozzáfűzi, hogy „az egyre szélesedő televíziós kínálat (jelenleg kb. 100 magyar nyelven elérhető csatornáról tudunk) és az ezzel együtt járó, emelkedő szpotszám egyre több potenciális alkalmat teremt arra, hogy a tévénéző az alkoholos italok reklámjaival szembesüljön. Ez a tendencia pedig vélelmezhetően nem segíti az alkoholfogyasztással kapcsolatos, a korábbiakban ismertetett súlyos problémák kezelését.”
A reklámokkal kapcsolatban fiatalok alkoholfogyasztása ellen a következő intézkedések érvények Magyarországon:
- Alkoholtermék reklámját nem lehet közzétenni olyan műsorkörnyezetben vagy médiában, amely elsősorban gyermek-illetve, fiatalkorúaknak szól. Vagyis az olvasottsági vagy nézettségi (várható nézettségi) adatok alapján az olvasók/nézők 70%-a 18 évnél idősebb kell, hogy legyen. Ugyanezen ún. 70/30-as szabály vonatkozik a rendezvények szponzorálására, az azon való megjelenésre.
- Nem lehet közzétenni újságok első borítóján
- Nem lehet közzétenni moziban, színházban 20 óra előtt, illetve 18 év alattiaknak szóló műsor környezetében.
- Nem lehet közzétenni játékon, vagy annak csomagolásán (tehát nem csak gyermekeknek szánt játékon, hanem semmilyen játékon nem lehet alkoholreklám)
- Nem lehet közzétenni közterületi reklámeszközön köznevelési és egészségügyi intézmények 200 méteres környezetében (pl. általános és középiskola, kollégium, gyermekjóléti intézmények, de az egyetemek, főiskolák nem tartoznak a köznevelési intézmények közé), egészségügyi intézmények: orvosi rendelő, mentőszolgálat, vérellátó, rendelőintézet)
- Az alkoholtermékek gyártói/forgalmazói által működtetett honlapok, webes felületek minden esetben felhívják a felületre belépni kívánót az életkora megadására és 18 év alatti személyek számára nem teszik lehetővé a belépést. Nem elég, ha csak jelzi, hogy elmúlt 18 éves, az sem, ha a születési idő megadásánál bármely opciót felajánl, előre megad a honlap tulajdonosa. Szigorúan a honlapra belépni szándékozónak kell kitöltenie az adatait.

Mindezek az intézkedések azonban – mint lentebb látható – nem bizonyultak elegendőnek a fiatalok alkoholfogyasztásának visszaszorítására Magyarországon. Egyes reklámok láthatóan kifejezetten a fiatalabb korosztályokat célozzák meg, mint például: 
- Törley reklám – Egy pohár pezsgőben buboréknyi boldogság vár (2014)
- Soproni reklám – Óvatos Duhaj IPA (2019)
- Soproni reklám – Hétköznapi szuperképességek (2020)
- Soproni reklám – Hétköznapi szuperképességek – Sörözés (2020)
- Borsodi Szitu – A keresztnévpara (2020)

A magyar állam is komoly szerepet vállal az alkoholos italok propagálásában: a pálinka termelése/forgalmazása Magyarországon nemcsak hogy engedélyezett, de a legmagasabb körökből támogatott tevékenységnek tekinthető. A pálinkafőzés 2020-ban a középiskolai kémiai tankönyvekbe is bekerült. Zacher Gábor toxikológus így nyilatkozott erről: „ennyi erővel akár a [nem legális] kábítószerek előállítását is megtaníthatnák a diákoknak, hiszen az is bemutatja a kémiai folyamatokat.” Kiemelte emellett: a tananyag azért is különösen veszélyes, mert a 16 éves fiatalok között a magyar fiúk elsők, a lányok pedig harmadikok Európában az alkoholfogyasztásban.
Időről-időre felmerülnek olyan törekvések, amelyek az alkoholos italok hirdetésének teljes betiltását célozzák Magyarországon – ahogy más országokban, pl. Nagy-Britanniában, Svájcban, Törökországban, és Oroszországban már megtették.

### Alkoholizmus és a kisbabák
Függetlenül a krónikus alkoholizmustól, a kutatások erősen valószínűsítik, hogy már maga az alkoholfogyasztás árt az anyaméhben lévő kisbabának („Magzati alkohol szindróma”). Debreczeni Anikó orvos szerint „bár ezzel a ténnyel a kismamák többsége tisztában van, mégis, egyes irodalmak szerint, hazánkban évente legalább 300 gyermek jön a világra a terhesség alatti alkoholfogyasztás miatt kialakuló magzati alkohol szindróma tüneteivel!”

### Alkoholizmus és a gyerekek
Felbecsülhetetlen a kár, amelyet a magyarországi alkoholizmus az alkoholista családokban felnövő gyerekek számára jelent. Bár a felmérések szerint gyakran pont az ilyen családokban tabusítva van a témakör, a gyerekek komoly megterhelésnek vannak kitéve. Magyarországon minden ötödik gyerek alkoholfüggő szülők mellett nő fel.
A Magyar Máltai Szeretetszolgálat Fogadó Pszichoszociális Szolgálatának intézményvezetője, Frankó András családterapeuta és mentálhigiénés szakember 2019-es véleménye szerint: „legalább 383 ezer magyar gyerek él szenvedélybeteg családban”. Az ilyen gyerekek nagy része felnőttkorukban legalább 7, különböző problémával fog szembenézni:
- 1) A megtévesztés – „Hisz ez semmiség”
- 2) Az elszigeteltség – „Senkinek semmi köze ahhoz, mi van belül”
- 3) Túláradó érzelmek
- 4) Belekeveredés
- 5) Üresség
- 6) Otthontalanság
- 7) Elértéktelenedés

A Hintalovon Gyermekjogi Alapítvány 2022-es jelentése szerint Magyarországon 400 ezer gyerek él alkoholista szülőkkel.
Mindezekhez Zacher Gábor toxikológus hozzáteszi: „A genetikai vizsgálatoknak köszönhetően ma már pontosan tudjuk, hogy amennyiben mindkét szülő alkoholbeteg, akkor 70 százalékos valószínűséggel a gyerekük is a nyomdokaikba lép, ha pedig „csak” az egyik szülő alkoholista, akkor 50 százalék az esély arra, hogy a gyerek is gyakran néz majd a pohár fenekére.”
Az alkoholizmus természetesen más módon is kihat egy család életére. Éles Róbert, a Kaposvári Járásbíróság csoportvezető bírája úgy ítéli meg, hogy a válások esetében is igen jelentős indok szokott lenni – általában a férj – alkoholizmusa, italozó életmódja: „Ha az okok feltárására kerül sor, még ebben az esetben is többször kiderül, hogy a nők még el is tűrnék a mértéktelenné váló alkoholfogyasztást. Ugyanakkor a gyermekek miatt mégis lépni kényszerülnek. Hisz az iváshoz gyakran agresszió vagy vállalhatatlan életmódváltozás társul.”
Bajzáth Sándor addiktológiai konzultáns pedig egy 2020-as tanulmányában azt elemezte, hogy tévesen „sokan és sokszor ringatják magukat abban a tévhitben, hogy a gyerekre nincsen hatással az otthoni légkör, hiszen nem szemtanúja a használatnak. […] Hiába nincs ugyanis ott a látvány, ha ott van az érzés. A függők az érzéseikre használnak.”

### Alkoholizmus és a fiatalok
Speciális probléma a fiatalkorúak alkoholfogyasztása. Egy 2019-es felmérés szerint a középiskolások 1/3-a rendszeresen fogyaszt alkoholt. Általánosságban elmondható, hogy a serdülő fiatalság mulatozásai az esetek nagy részében komoly alkoholfogyasztással járnak. Egy másik, 2017-es tanulmány úgy véli, hogy a magyar fiatalok körében meglehetősen elterjedt az önkárosító magatartásformák népszerűsítése, illetve az azokat követni nem akarók lelki nyomás alá helyezése, vagy akár kivetése a közösségekből. (A kialakult alkoholizmus esetén ez a tendencia megfordul: a „lecsúszott alkoholista” lesz általános megvetés tárgya.) Az anonim alkoholista csoportokat vezető Szalóki Levente úgy véli: „az egyik legveszélyeztetettebb korcsoport a tinédzserkor, illetve a fiatal felnőttkor. Előbbi időszak a határok feszegetéséről szól, mind testi, mind pedig társadalmi értelemben, utóbbi pedig a szülői felügyelet alóli kikerülés felszabadító érzésével jár.” Ugyanez az értekezés így fogalmaz: 
[egy fiatal számára] „egy bizonyos életkorban pedig szinte megkerülhetetlenné vált az alkoholfogyasztás,
aki pedig kihagyja, az a társasági életben is a perifériára szorulhat.”
A tanulmány felhívja a figyelmet arra is, hogy bár nem minden fiatalon szociális ivó válik alkoholistává, nem ritka az egyenes fejlődés a lefelé menő pályán. Mint írják, „nagyon nehéz ezért meghúzni a határt a szociális ivó és a kezelésre szoruló alkoholfüggő között.”
Egy másik, 2014-es cikk a következő becsléseket teszi a fiatalok alkoholfogyasztásával kapcsolatban:
- Magyarországon a 14-15 éves fiatalkorúak 75%-a rendszeresen fogyaszt alkoholt;
- Magyarországon középiskolások 92%-a rendszeresen fogyaszt alkoholt;
- a fenti magyar esetek 80%-ában a szülők és a gyermekek együtt fogyasztanak alkoholt.
- Európában a 15 és 29 év közötti férfiak körében bekövetkezett halálesetek negyede az alkoholra vezethető vissza.

A Egészségügyi Világszervezet (WHO) tapasztalatai szerint ezek hátterében az áll, hogy az alkoholgyártó cégek színes reklámjaikkal ivásra buzdítva veszélybe sodorják ezt a korosztályt is.
Baracskai Józsefné, a Magyar Vöröskereszt Zala Megyei Szervezetének igazgatója komoly problémaként értékeli, hogy az iskolákból hiányzik az alkohol káros hatásait bemutató felvilágosító tevékenység. Farkas Ágnes, a Péterfy Sándor Utcai Kórház krízisintervenciós osztályának főorvosa 2011-ben pedig azt nyilatkozta egy beszélgetés során: „Amit eddig a 40-es éveikben járó alkoholistáknál láttunk, azt ma már huszonéves korban is megfigyelhetjük. A kiütésszerűen ivó fiatalok már huszonéves korban jól fejlett alkoholbetegséggel küzdenek.”
2024 októberében Varga Máté a Hegyközségek Nemzeti Tanácsának elnökségi tagja a Pénzcentrum.hu-nak adott interjújában a fiatalabb korosztályok körében csökkenő tendenciát mutató alkoholfogyasztással kapcsolatban kifejtette: "Igen, nem biztos, hogy a magyar társadalom érett arra, hogy a zéró toleranciát eltöröljük, de én, mint borász, mint bortermelő, azt gondolom nem feltétlenül rossz irány az, ha mondjuk egy kiránduláson az ebéd mellé elfogyaszthatok egy pohár bort és utána még autóba ülhetek."

### Alkoholizmus és a nők
A magyarországi női alkoholisták arányát a férfiakhoz képest 2018-ban 1:4-re becsülik a szakemberek, „azonban kutatási adatok szerint ez az arány lassú kiegyenlítődési tendenciát mutat”. Marjai Kamilla addiktológiai konzultáns 2017-ben ugyancsak a női alkoholizmus növekedését állapította meg. Egy korábbi, 2012-es kutatás akkor mintegy 200 000 főre becsülte a magyarországi női alkoholisták számát.
Speciális nehézség a női alkoholisták esetén, hogy őket a társadalom súlyosabb megvetésben részesíti a férfiaknál – gyakran még az alkoholt nagy mértékben fogyasztó férfiak részéről is. Ebből az okból kifolyólag a női alkoholisták körében jelentős csoportot képeznek a „zugivók”. Egyéb problémák mellett körülbelül 90%-uk már terhességmegszakításon esett át, amely felborította a lelki egyensúlyukat.
Kifejezetten nők számára létesült alkoholelvonó intézmény jelenleg egy van Magyarországon. Ez Dunaharasztiban működik.

### Alkoholizmus és a hajléktalanság
Komoly egészségügyi és szociális problémát jelent a hajléktalanok alkoholizmusa. Ok-okozat szempontjából a két tényező felcserélhető és szorosan korrelál egymással. (A visszakapaszkodás reménytelensége miatt az alkoholba menekülnek vagy a függőség miatt veszítik el a lakhatásukat.) Egy, a Budapesti Módszertani Szociális Központ és Intézményei addiktológiai hálózatának online műhelyén 2007-ben megjelent tanulmány egyenesen így fogalmaz: „A hajléktalanok rehabilitációjának legnagyobb akadálya az alkoholizmus.” A helyi betegeknek körülbelül 54%-át minősítette alkoholfüggőnek. Elmondható: a hajléktalan élethelyzet gyakran összekapcsolódik a rendszeres alkoholfogyasztással, alkoholfüggőséggel. Egy 2018-as hajléktalanokkal foglalkozó újságcikk szerint „a hajléktalanok túlnyomó többsége szenvedélybeteg, leginkább alkoholista, de jócskán akad drogos is köztük.” Egy szombathelyi hajléktalanszálló egészségügyi ellátását kezelő orvos, Morvay Adrienn szerint „a betegek jelentős részénél egy brutális mértékű alkoholizálás és az ebből fakadó betegségek vannak a háttérben.”
Baracskai Józsefné, a Magyar Vöröskereszt Zala Megyei Szervezetének igazgatója egy 2019-es nyilatkozatában ugyancsak megerősítette az alkoholizmus és a hajléktalanság kapcsolatát: tapasztalatai azt mutatják, hogy egy alkoholproblémákkal küzdő ember, ha nem érez motivációt, ha nem kap támogatást, elveszítheti a családját, az értékeit, és könnyen az utcára kerülhet.

### Alkoholizmus és az öngyilkosság
Bár több oka lehet annak, hogy valaki öngyilkosságot hajt végre, itt is meghúzódhat a háttérben a problémákat felerősítő és a döntést befolyásoló alkoholizmus.
Kunt Ernő néprajztudós A halál tükrében című, 1981-ben megjelent művében foglalkozott az öngyilkosság kérdésével is. Úgy találta, hogy
„Az öngyilkosság szoros összefüggést mutat az alkoholizmussal. Azt mondhatjuk, hogy alapjaiban hasonló vagy azonos társadalmi, illetve személyiségbeli problémák vezetnek az alkohol narkotikumszerű fogyasztásához. Az alkoholista személyiség szélsőséges depressziós állapotaiban – különösen a megbánás pillanataiban, illetve az ital hiányában – fokozott késztetést érez az önmegsemmisítésre.”
Farkas Ágnes, a Péterfy Sándor Utcai Kórház krízisintervenciós osztályának főorvosa a fiatalok öngyilkosságával kapcsolatos tapasztalataira utal akkor, amikor 2011-es interjújában kiemeli: „Nagyon fontos megjegyezni, hogy egyre több fiatal alkoholbetegünk van. A szenvedélybetegeknek pedig sokszoros az öngyilkossági kockázata.”

### Alkoholizmus és a bűncselekmények, balesetek

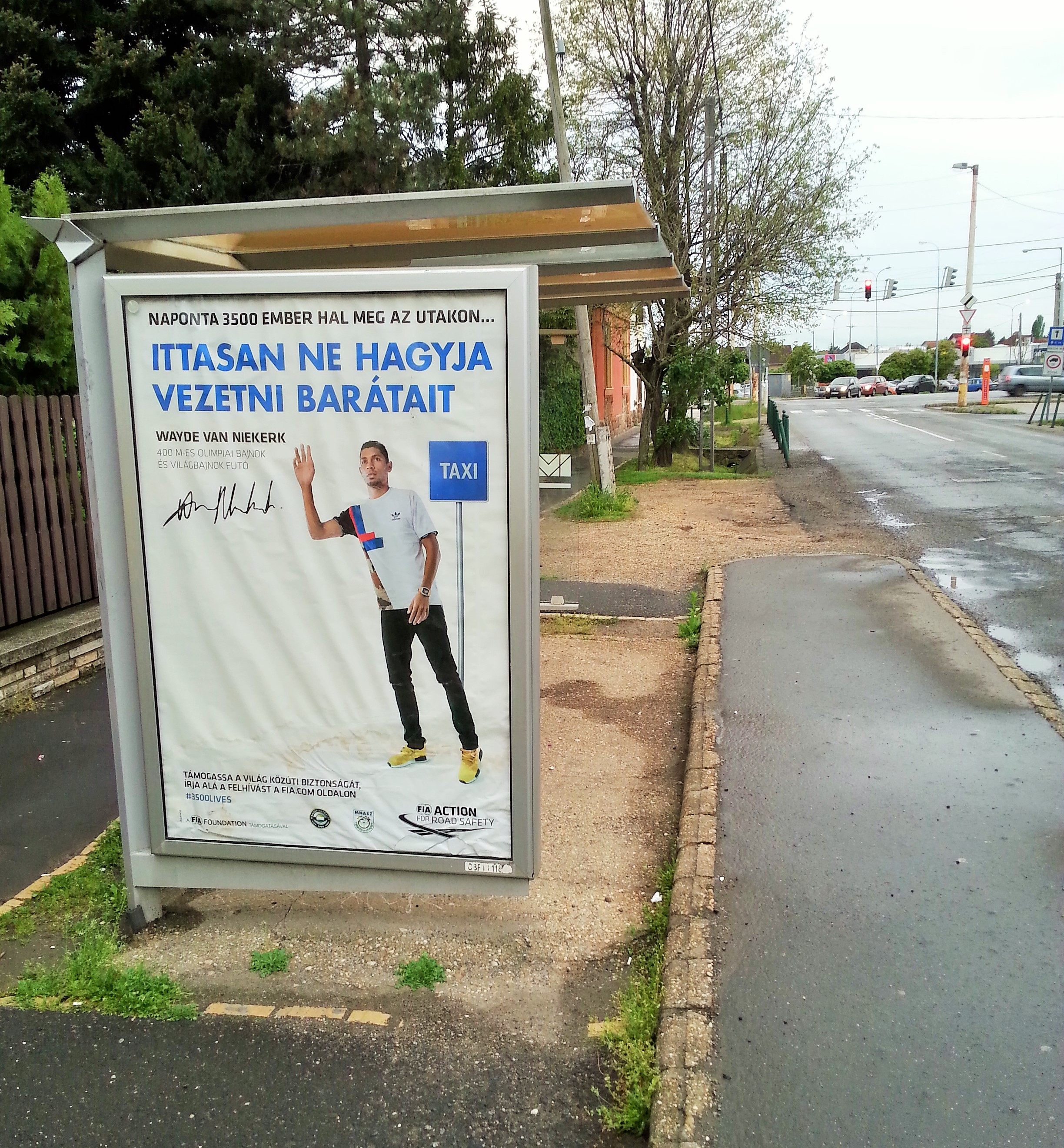
Ittas vezetéstől való tartózkodásra felhívó plakát, Budapesten 2021-ben

Hatással van az alkoholfogyasztás a kriminalisztikai statisztikákra is: a bűncselekmények jelentős részében módosult tudatállapotú elkövető áll. A Börtönügy Szemle ismerteti, hogy egy, a 2000-es évek elején végzett kutatásban megállapították, hogy a kutatásban résztvevő elítéltek között „az elkövetők környezetében, családjában az alkoholjelentős szerepet tölt be, az iszákos és alkoholista családtagok szám a magas, majdnem 50%-uk huzamosabb ideje maguk is rendszeresen fogyasztanak szeszes italt. A bűncselekmények elkövetésekor az elitéletek több mint fele valamilyen szintű alkoholos befolyásoltság alatt állt, sőt közülük tízen egyenesen az alkoholt jelölték meg motiváló tényezőként.” 2002-ben a közlekedési bűncselekményeknél az elkövetők 72,4%-a volt alkoholos állapotban a tett elkövetésekor. Hasonló, 70%-os becslést tesz egy 2014-es cikk is.
Horváth Andrea börtönújságíró Mennyi rács… Börtönkönyv – Bepillantás a magyar börtönök zárt világába című, 2017-ben megjelent könyvében számtalan olyan esetet sorol fel, ahol az alkoholizmus volt a kisebb-nagyobb (néhol brutálisan súlyos) bűncselekmények hátterében.
A Központi Statisztikai Hivatal adatbázisa külön rovatban vezeti az ittasan okozott magyarországi baleseteket. Ezek száma évente 1000-1500-at tesz ki. Egy nagyobb, európai uniós tanulmányt úgy véli, hogy a halálos közúti balesetek mintegy 25%-ánál játszik szerepet az ittas vezetés. Kissé korábbi Tánczos Lászlóné egyetemi tanár Hatékony közlekedésbiztonsági stratégia kialakítása című tanulmánya a Magyar Tudomány 2008 februári számában. Ez több más tényező mellett kiemelkedően foglalkozik a közlekedésbiztonság és az alkoholfogyasztás kérdésével. Kutatásai szerint „1998-ban az összes bűnelkövető 1,6%-a folytatott iszákos életmódot, 18,8%-uk pedig alkoholos állapotban volt a bűncselekmények elkövetésekor. Igen jellemző az alkohol hatása a közlekedési bűncselekmények elkövetőinél is. 1998-ban a közlekedési bűncselekmények elkövetőinek 70,1%-a állt alkohol hatása alatt az elkövetéskor. 1998-ban az iszákos életmódot folytató bűnelkövetők közül kiemelkedő nagyságrendben, 34,2%-ban követtek el közlekedési bűncselekményeket. Példaként említhető, hogy 1998-ban az összes bűnelkövető közül 26.332 személy állt alkohol hatása alatt, ebből 48,3% közlekedési bűncselekményt követett el.” Egy másik, hasonló témakörű értekezés így fogalmaz: „A kutatások szerint nálunk és a világon az alkohol az egyik fő oka a közlekedési baleseteknek. A nagy városokban a forgalomban résztvevők ittassága még nagyobb százalékban oka a közlekedési baleseteknek. A legsúlyosabb baleseteket az áldozatok száma és az okozott anyagi kár szerint az ittas vezetők okozzák. A mortalitás ezekben a balesetekben még hétszer is nagyobb mint más esetekben.”
Az alkoholos befolyásoltság bűncselekmények esetén módosító körülmény lehet. Erről Folta Dóra Bűnözés és alkoholizmus – Gyógykezelés bűncselekmény elkövetése nélkül? című, az Ügyészek Lapjában megjelent cikkében így fogalmaz: „Az alkoholfogyasztásra, illetőleg alkoholizmusra a hazai büntetőjogban speciális rendelkezések vonatkoznak. Az ittas állapot a beszámítási képességet korlátozhatja vagy kizárhatja, tudatzavart állapotnak tekinthető. Ennek ellenére az esetek túlnyomó részében nem értékelhető büntethetőséget kizáró okként, amennyiben az elkövető saját elhatározásából került ittas vagy bódult állapotba. Ebben az esetben a büntetőjogi szankció mértékének meghatározásánál az ittas állapotban történő elkövetés súlyosító körülmény a BKv. 56. alapján.” Kiemeli: „Az alkohol és az alkoholizmus kapcsolata a bűnözéssel vitathatatlan, nem elhanyagolható kriminogén tényezőről van tehát szó,” illetve utal a témakörrel foglalkozó egyéb tanulmányok közkeletű megállapítására: „Aligha van még egy olyan szociálisan elfogadott, legális élvezeti szer, amelynek fogyasztásához annyi egyéni tragédia és társadalmi probléma kapcsolódna, mint az alkohol.” Érdekes megállapítása, hogy „a bűnelkövetés szempontjából tehát a legveszélyesebb az alkoholmérgezés első szakasza, ugyanis ebben a fázisban gyakori az öntúlértékelés és agresszív, gátlástalan megnyilvánulások jelentkezhetnek..”
Könyv is megjelent külön erről a témakörről: Fülöp Ágnes, Grád András és Müller Mária Droggal és alkohollal összefüggő bűncselekmények című 251 oldalas közös alkotásukban (HVG-ORAC Lap- és Könyvkiadó Kft., Budapest, 2000) behatóan foglalkoznak a kriminológiai összefüggésekkel.
2013-ban Funk Sándor addiktológus a következő kijelentést tette: „Az egyik, ha nem a legveszélyesebb drog az alkohol. Nem csak azért, mert rendkívül súlyos élettani hatásai vannak, és függőséget okoz. A hivatalos statisztikai adatok is azt mutatják, hogy az erőszakos bűncselekmények hatvan százalékánál az italnak fontos szerepe van. Az Országos Rendőr-főkapitányságtól (ORFK) 2007-ig visszamenőleg megkaptuk azoknak a regisztrált bűncselekményeknek az adatait, amelyekben az elkövető valamilyen tudatmódosító szer vagy alkohol hatása alatt állt. Az eredmény döbbenetes: az egy évben elkövetett gyilkosságok nyolcvan százalékánál szerepe volt a szesznek. De az is elrettentő, hogy egy évben egy kisebb településnyi embert vernek össze a részegek. 2007-ben 1781 alkoholos állapotban elkövetett testi sértést regisztráltak, 2008-ban pedig már 2046-ot. Azóta ugyan folyamatos a csökkenés, de az adatok még így is elrettentôek.”

### Tévhitek az alkoholizmussal kapcsolatban
A magyar lakosság körében az alkoholizmussal kapcsolatban gyakran a különböző tévhitek jelennek meg. Néhány ezekből:
- Sokan úgy tartják, hogy egy alkoholistának minősített ember egyik elengedhetetlen kritériuma a napi szintű alkoholfogyasztás. Ez tévedés. Az alkoholizmushoz nem is feltétlenül szükséges a napi szintű alkoholfogyasztás: az alkoholisták jelentős része egy hét során – munkájából fakadóan – egyáltalán nem fogyaszt alkoholt, hanem csak a hétvégenként.[123]
- Mások úgy véli, hogy az alkoholizmus feltétlenül részegséggel társul. Ez egy tévedés: az alkoholisták egy része soha nem kerül kimondottan részeg állapotba.[146]
- Többen az erőszakos magatartási formákkal is általánosan összekapcsolják az alkoholizmust. Mint fentebb látható, ugyan a bűncselekmények jelentős része kapcsolatba hozható alkoholfogyasztással vagy éppen alkoholizmussal – ez sem szükséges kritérium az alkoholista ember definíciójához. Az alkoholisták egy része elvonul a társasági élettől, és egyedül, csendben izolálódva éli önpusztító életformáját.[146]

### Az alkoholizmus gyógyítása
Különböző intézmények, csoportok foglalkoznak Magyarországon az alkoholproblémákkal jelentkező / bekerülő betegekkel. A gyógyulási esélyekről Hegedüs Éva orvos 2018-ban a következőket nyilatkozta: „Hosszútávú nemzetközi kutatások azt találták, hogy az alkoholbetegek kb. 8-39 százaléka absztinens lesz, 46-87 százaléka viszont visszaesik, alkoholfüggő marad. 0-33 százalékuk kontrollált ivóvá válik.”
Tóth Miklós, a Szigetvári Kórház Addiktológiai Rehabilitációs Osztályának vezetője az úgynevezett Minnesota-modell magyarországi meghonosítója. Az Egyesült Államokból származó kezelési rendszer lényege, hogy gyógyíthatatlan betegségnek minősíti az alkoholizmust, és kezelését csak a teljes alkoholmegvonással tartja lehetségesnek. Az egyéb gyógyszerek használatát minimális szintre csökkentő módszer igen magas, 70%-os gyógyulási sikerrel működik.
Még egy lépéssel tovább megy az amerikai eredetű Drogmentes Világért Alapítvány. Ez a szervezet egyenesen az alkohol, mint veszélyes méreg és kábítószer használatának általános kerülését szorgalmazza. Honlapjukon magyar nyelven is olvasható különböző oktatási anyagok és filmek próbálják felhívni a figyelmet az alkoholfogyasztás veszélyeire. Hasonló amerikai eredetű szervezet az Anonim Alkoholisták (AA) közössége, akik az úgynevezett 12 lépéses programmal kínálnak segítséget a hozzájuk fordulókhoz. A szervezet magyar nyelvű honlappal is rendelkezik. Segítséget kínál a http://www.drogmentesen.hu/ Archiválva 2020. szeptember 28-i dátummal a Wayback Machine-ben és a http://narconon.hu/ is.
Egyéb segítséget lehet igénybe venni a Hogyanmondjamelneked.hu honlapon, ahol számos más segítő szervezet elérhetősége található. Más drogproblémák mellett az INDIT (Integrált Drogterápiás Intézet) Közalapítvány is tud segítséget nyújtani.

## Alkoholproblémákkal küzdő magyar hírességek a 20–21. századból
Néhány nevezetes magyar ember neve is ismeretes az alkoholproblémák kapcsán:
- Tóth Béla (1857–1907) újságíró, a magyar szállóigék neves gyűjtője is rászokott éjszakai életmódja miatt a nagy mennyiségű alkohol fogyasztására. Felesége elvesztése és dohányzása mellett ez is komoly mértékben hozzájárult alig 49 éves korában bekövetkezett halálához.[149]
- Cholnoky Viktor (1868–1912) író, alkoholizmussal küzdött.[150]
- Cholnoky László (1879–1929) író, Cholnoky Viktor fivére, alkoholizmussal küzdött, 50 évesen öngyilkos lett.[150][151]
- Ady Endre (1877–1919) költő, súlyos alkoholizmussal küzdött, melyet nagyfokú dohányzás és gyógyszerhasználat egészített ki.[152]
- Juhász Gyula (1883–1937) költő, alkoholizmussal és mentális problémákkal küzdött.[153] 54 éves korában megmérgezte magát.
- Totis Béla (1895–1944) orvos, alkoholista volt.[154][155]
- Sértő Kálmán (1910–1941) költő, alkoholista volt.[156]
- Weöres Sándor (1913–1989) költő, alkoholfogyasztása saját bevallása szerint káros hatással volt munkásságára.[157]
- Pilinszky János (1921–1981) költő, alkoholproblémákkal küzdött, emellett láncdohányos is volt.[158]
- Latinovits Zoltán (1931–1976) színész, alkoholizmusa mellett stresszes élete előzte meg korai, 45 éves korában bekövetkezett halálát.[159]
- Szilágyi Domokos (1938–1976) költő, alkohol- és gyógyszerproblémákkal küzdött, emiatt elmegyógyintézeti kezelésben is részesült.[160]
- Hajnóczy Péter (1942–1981) író, súlyos alkoholizmusát A halál kilovagolt Perzsiából cím kisregényében is megörökítette. 39 éves korában hunyt el.[161]
- Petri György (1943–2000) költő, saját bevallása szerint 15 éves kora óta alkoholista volt.[162]
- Bubik István (1958–2004) színész, ittas vezetés okozta a halálát.[163]
- Szilágyi István (1937–2020) színésznek a családja volt érintett a kérdésben, mivel saját, mentális problémákkal is küzdő alkoholista fia verte agyon az idős színészt.[164]
- Jeszenszky Béla Tibor („Flipper Öcsi”, 1962–2008) magyar zenész, alkoholizmusa okozta a halálát[165]
- Csendes Olivér (1963–2001) magyar színész, alkoholizmusa hasnyálmirigy gyulladást váltott ki. Az ezt követő egyik italozás során megfulladt.[166]
- Ganxsta Zolee (1966-) a Ganxsta Zolee és a Kartell frontembere, valamint a Sex Action dobosa nyilatkozataiban elismerte, hogy rendszeresen fogyaszt whiskey-t.[167]
- Nagy Feró (1946-) a Beatrice együttes énekese a pálinkafüggőségéről próbál leszokni.[168]

## Antialkoholista magyar hírességek
- Körmendi István (1923–), a legidősebb praktizáló magyar orvos[169]

## Szeszes italok alkoholtartalma
| Kép                |          |          |         |                            |                           |                            |                                 |                             |             |
| Név                | sörök    | borok    | pezsgők | likőrborok                 | vermutok                  | likőrök                    | borpárlatok (brandyk, konyakok) | pálinkák (gyümölcspárlatok) | whiskyk     |
| Térfogat- százalék | 3–12%    | 9–18%    | 9–13%   | 15–22%                     | 16–18%                    | 15–55%                     | 36–50%                          | 37,5–80%                    | 40–65%      |
| Kép                |          |          |         |                            |                           |                            |                                 |                             |             |
| Név                | vodka    | gin      | tequila | sambuca (olasz likőrfajta) | cachaça (brazil rumfajta) | Cognac (francia borpárlat) | rumok                           | abszint                     | Inländerrum |
| Térfogat- százalék | 37,5–96% | 37,5–60% | 35–55%  | 38–44%                     | 38–80%                    | 40–46%                     | 37,5–80%                        | 45–83%                      | 38–80%      |

### Nyomtatásban megjelent anyagok
- Révai nagy lexikona. Budapest: Révai Testvérek Irodalmi Intézet Részvénytársaság. 1911–1935.   „Alkoholizmus” és „Antialkoholizmus” szócikkek
- Donath Gyula: Az alkoholizmus a világháború óta és az ellene való védekezés, Budapest, 1923
- Stepán Pál – Földes Vilmos: Küzdelem az alkoholizmus ellen, Közgazdasági és Jogi Könyvkiadó, Budapest, 1966
- Az alkoholizmus orvostudományi és társadalmi problémái, Budapest, 1967
- (szerk.) Bernát György – Katona Imre – Sarlós István – Vayer Lajos: Budapest Lexikon, Akadémiai Kiadó, Budapest, 1973
- Mérő Endre: Az alkoholizmus és a jog, Alkoholizmus Elleni Országos Bizottság, Budapest, 1975
- Makay Rozália: Drog, alkohol, nikotin. Tévutak és válaszutak. Van kiút!, Gold Bridge Publisher, Szeged, 2002, ISBN 963-86086-3-3
- Angerli István: Egészségünkre?, Medicina Könyvkiadó, Budapest, 1986, ISBN 963-241-309-1
- Alison Burr: Alkoholista a családban, Medicina Könyvkiadó, Budapest, 1987, ISBN 963-241-657-0
- Lisa Pilsitz – Jim McLain: Alkohol és más drogok, Soros Foundations, New York, 1992
- Takách Gáspár: Miért ne igyunk… sokat – Alkoholizmus, Budapest, 1995, ISBN 963-8354-45-3
- Veér András – Nádori Gergely – Erőss László: Az alkoholizmus: népbetegség, Animula Kiadó, Budapest, 2000, ISBN 963-861-157-x
- Makay Rozália: Drog, alkohol, nikotin. Tévutak és válaszutak. Van kiút!, Gold Bridge Publisher, Szeged, 2002, ISBN 963-86086-3-3
- Kálmánchey Albert: A haszontalan alkoholról különböző töménységben. Zsebkönyv használóknak és cselekvőknek, k. n., Debrecen, 2007, ISBN 978-963-06-2701-6
- Demetrovics Zsolt: Az addiktológia alapjai I–III., ELTE Eötvös Kiadó, Budapest, 2007
- Szikszay Petronella–Tóth Miklós: Deviáns alkohológia. A Minnesota-modell első húsz éve, k. n., h. n., 2010

### Interneten megtalálható anyagok
- Mit kellene mindenkinek tudnia az alkoholizmusról
- https://qubit.hu/2019/03/13/magyarorszag-nem-letezo-alkoholstrategiaja
- https://24.hu/belfold/2022/03/27/pertuivas-detoxikalo-alkohol-fortepan/
- https://magyarnarancs.hu/lelek/alkoholizmus-magyarorszagon-i-90948
- https://web.archive.org/web/20191222221008/http://www.szeretemazeletem.hu/hu/valtsunk-eletmodot/az-ordogi-kor-megszakithato-az-alkoholizmus-pszichologiai-vonatkozasairol/
- https://www.penzcentrum.hu/biztositas/sulyos-valojaban-ennyi-alkoholista-van-magyarorszagon.1087847.html
- https://tudasbazis.sulinet.hu/hu/szakkepzes/rendeszet/tarsadalomismeret-eletmod/alkoholizmus/az-alkoholizmus-helyzete-magyarorszagon
- https://www.origo.hu/itthon/20030530700milliardos.html
- https://nepszava.hu/3022359_minden-negyedik-magyar-alkoholista-lehet
- https://magyarnarancs.hu/konyv/gyakran_es_sokat_elekes_zsuzsanna_alkohol_es_tarsadalom-64088
- http://abszint.com/2019/06/04/metanol-1/ Archiválva 2020. július 24-i dátummal a Wayback Machine-ben
- http://epa.oszk.hu/00600/00691/00182/pdf/EPA00691_mtud_2018_11_1666-1679.pdf
- https://core.ac.uk/download/pdf/153148951.pdf
- https://akjournals.com/view/journals/650/154/18/article-p700.xml
- https://drogriporter.444.hu/2013/03/21/a_tanacskoztarsasag_es_az_alkoholtilalom
- https://kepmas.hu/hu/hazai-antialkoholizmus-evszazados-kuzdelmei-palinkafozes-stein-fulop-alkoholellenes-mozgalmak
- https://hvg.hu/360/20250321_Drogpolitika-csod-drog-alkohol-falusi-kocsmaprogram-prevencio-alkoholizmus